# STU48
STU48（エスティーユー フォーティーエイト）は、秋元康のプロデュースにより、2017年に誕生した瀬戸内7県を拠点とする日本の女性アイドルグループであり、AKB48グループの1つである。運営会社および所属事務所は株式会社STU。所属レーベルはYou, Be Cool!/キングレコード。

## 概要
AKB48を含めて日本国内外にあるAKB48の姉妹グループ（AKB48グループ）の8組目（日本国内6組目）として2017年に発足した。2017年3月31日に結成し、同年5月3日に広島市で開幕した『2017ひろしまフラワーフェスティバル』のステージにおいて、指原莉乃を除くメンバー32名でお披露目された。2018年1月31日にキングレコードよりシングル「暗闇」を発売し、メジャー・デビューした。お披露目から273日でのCDデビューは、日本国内のAKB48グループでは最速である。
STU48は瀬戸内海という「1つの海」、瀬戸内地方の「7つの県」（広島県・山口県・岡山県・香川県・愛媛県・徳島県・兵庫県）を舞台に活動しており、AKB48グループの活動の柱である劇場は船上劇場の「STU48号」となり、船が瀬戸内の主要港を回り、そこで歌やダンスを披露する。STU48はNGT48と同様に、地域活性化の効果が期待され、「瀬戸内」の地方創生を担う。グループ名のアルファベット部分のSTUは瀬戸内 (SETOUCHI) に由来する。
当時の1期生31名の出身地は、広島県が7名、山口県、愛媛県が各4名、岡山県が3名、香川県、徳島県、兵庫県、大阪府が各2名、愛知県、三重県、高知県、福岡県、佐賀県が各1名で、瀬戸内7県の出身者は24名であった。2025年4月1日時点では、広島県が10名、山口県、岡山県、愛媛県が各3名、兵庫県、香川県、徳島県が各1名の計29名である。
運営会社は一般社団法人せとうち観光推進機構と株式会社瀬戸内ブランドコーポレーションから構成される「せとうちDMO」が出資する株式会社STUである。日本国内のAKB48グループで唯一、一度もVernalossomが直接運営を行ったことがない。また所属レーベルのキングレコードにはAKB48も所属していた期間もあり、一時期は同一のレコード会社に2つのAKB48グループが同時に在籍していた。

## 略歴

### 2016年
- 10月10日、『AKB48グループ ユニットシングル争奪じゃんけん大会in神戸ワールド記念ホール』において2017年夏に発足することが発表された[19]。

### 2017年
- 1月16日、第1期生の募集を開始。2月5日締め切り[12]。
- 1月23日、オーディションへの協力を仰ぐため、AKB48の渡辺麻友が兵庫県庁・徳島県庁・香川県庁・岡山県庁を、AKB48・NGT48兼任の柏木由紀が山口県庁・広島県庁・愛媛県庁および広島市にあるせとうち観光推進機構を表敬訪問[14][20][21]。
- 2月22日、AKB48の岡田奈々がSTU48と兼任することを自身のSHOWROOMで発表し[22]、2月23日放送の『AKB48のオールナイトニッポン』（ニッポン放送）においてキャプテンに任命された。同番組では、HKT48の指原莉乃のSTU48兼任とSTU48劇場支配人に任命されることも発表された[23]。
- 3月19日、第1期生オーディションの最終審査が行われ、44名が合格[24]。
- 3月21日、指原とともに務めるSTU48劇場支配人に、AKB48グループのスタッフとして活動していた山本学が就任したことが発表された[25][26]。
- 3月31日、公式サイト上において第1期生31人のプロフィールを公開し[27]、正式に結成[5]。
- 5月3日、広島市で開幕した『2017ひろしまフラワーフェスティバル』のステージにおいて、指原を除くメンバー32名がお披露目された[7][28]。
- 5月31日に発売されたAKB48の48thシングル「願いごとの持ち腐れ」劇場盤のカップリングに、STU48初のオリジナル楽曲「瀬戸内の声」が収録された[29]。
- 6月3日、イオンモール岡山内にある「おかやま未来ホール」において、STU48として初のライブイベントを開催し、パフォーマンス初披露となった[30]。
- 9月29日から11月25日にかけて瀬戸内7県をめぐる初のライブツアー『STU48瀬戸内7県ツアー 〜はじめまして、STU48です〜』を開催した[31]。
- 10月1日、船上劇場担当者が劇場船の進捗を報告するブログ「船通信」の更新を開始[32][33]。
- 11月25日、BLUE LIVE 広島で行われた『STU48瀬戸内7県ツアー 〜はじめまして、STU48です〜』夜公演[注釈 6]において、指原莉乃が同日をもってSTU48との兼任解除およびSTU48劇場支配人を退任することを発表[34][35]。

### 2018年
- 1月6日、東京のAKB48劇場で昼夜出張公演を開催[36]。
- 1月21日、TOKYO DOME CITY HALLにおいて、東京では初となる単独コンサート『STU48単独コンサート〜ファンになってください〜』を開催した[37]。
- 1月31日、キングレコードよりメジャーデビューシングル「暗闇」を発売[9]。
- 3月12日より、STU48として最長期間となる瀬戸内7県ツアー『STU48瀬戸内7県ツアー〜陸上公演 2018〜』を開始した[38]。
- 4月14日、イオンモール岡山で開催された握手会イベント『せとうちめぐり』において、劇場船となる壱岐対馬シーラインのフェリー「みかさ」外観が博多港からの中継で初披露された[39]。
- 5月から6月にかけて開催され、6月16日に開票が行われた『AKB48 53rdシングル 世界選抜総選挙』では瀧野由美子が74位、石田千穂が99位に入り、1期生初の選抜総選挙ランクインとなった[40]。
- 7月11日、平成30年7月豪雨による被害状況をうけ、8月29日に発売予定だった2ndシングルの発売を延期するとともに、船上劇場をこの夏にオープンすることも見送りとなった[41]。これに伴い、「誰かのために」プロジェクトの一環として募金を含めた復興支援活動のほか[42]、せとうちDMOとの共同で「がんばろう!瀬戸内」募金活動を開始した[43][44]。また、9月から10月にかけてチャリティーコンサートツアーを大阪・福岡・東京の3都市で開催した[45]。
- 10月25日、『STU48 陸上公演〜出航準備中!〜』の初日公演において、コンセプトの異なる5つのユニットを結成し、通常の活動に加え「課外活動」を行っていくことを発表[46]。
- 11月15日、『第60回日本レコード大賞』（12月30日放送）において「新人賞」を受賞し、「最優秀新人賞」にノミネートされた[47]。

### 2019年
- 2月13日、2ndシングル「風を待つ」を発売[48][49]。
- 4月11日、船上劇場「STU48号」が完成[50][51][52]。
- 4月16日、STU48号が広島国際フェリーポートから出航。岸壁で就役式を行った後、船内のSTU48劇場にて初日公演『GO! GO! little SEABIRDS!!』が行われた[53][54][55]。
- 7月31日、3rdシングル「大好きな人」を発売[56]。
- 10月27日、第2期生オーディションの最終審査が行われ、25名が合格[57]。
- 12月3日、第2期生オーディションで25名の合格者のうち、24名が2期研究生として加入と発表した[58]。
- 12月6日、STU48のニコニコチャンネルで『STU48 CHANNEL』を開設[59]。
- 12月21日・22日、広島国際フェリーポートにてSTU48号で第2期生お披露目イベントが開催され、4thシングルのセンターと選抜メンバーが発表された[60][61]。

### 2020年
- 1月18日、新キャプテンに今村美月、新設の副キャプテンに福田朱里が指名される[62]。キャプテンを降りる岡田奈々はAKB・STU兼任を継続[63]。
- 1月29日、4thシングル「無謀な夢は覚めることがない」を発売[64]。
- 7月9日、船上専用劇場「STU48号」が2021年春を目処に閉鎖となることが発表された[65][66]。
- 7月31日、劇場支配人制度の廃止を発表[67][68]。同職を務めていた山本学が退任[67]。
- 9月2日、5thシングル「思い出せる恋をしよう」を発売[69]。

### 2021年
- 1月15日、『新春STU48コンサート2021〜瀬戸内からGO TO 武道館〜』を開催[70]。
- 2月17日、6thシングル「独り言で語るくらいなら」を発売[71]。
- 3月13日、『STU48 4周年コンサート』を開催[72]。
- 4月10日 - 5月23日、『ありがとう！STU48号ツアー』を開催[73]。
- 7月17日 - 9月12日、『夏の瀬戸内ツアー』が開催[74]。
- 10月20日、7thシングル「ヘタレたちよ」を発売[75]。

### 2022年
- 4月13日、8thシングル「花は誰のもの?」を発売[76]。
- 5月1日、メンバー13人[注釈 7]が新型コロナウイルスに感染していたことを公表[77]。同月3日に予定されていた『STU48 5周年コンサート』[78]も中止が発表された[77]。同月22日、「STU48瀬戸内PR部隊Season2　投票企画 結果発表」配信内で『STU48 5周年コンサート』の振替公演が7月10日に開催されることが発表された[79]。

### 2023年
- 3月15日、9thシングル「息をする心」を発売[80][81][注釈 8]。
- 4月8日・9日、『STU48 6周年コンサート』を開催[82]。
- 4月8日、STU48 「リクエストアワー セットリストベスト20 2023」の開催[83]。
- 11月15日、10thシングル「君は何を後悔するのか?」を発売[84][85][86][注釈 9]。

### 2024年
- 4月28日 - 6月2日、『STU48 7周年ツアー』を開催[87]。
- 6月12日、1stアルバム「懐かしい明日」を発売[88][89][注釈 10]

### 2025年
- 1月15日、11thシングル「地平線を見ているか?」を発売[90]。
- 3月20日・4月5日・6日、『STU48 8周年コンサート』を開催[91]。
- 8月10日 - 11月16日、「STU48 Live Tour 2025」を開催予定[92]。
- 8月27日、12thシングル「傷つくことが青春だ」を発売予定[93]。

## メンバー

### 1期生
| 名前       | よみ              | 生年月日              | 出身地 | 加入期 | 所属事務所  | 備考                                                     | 総選挙 最高 順位 |
| ---------- | ----------------- | --------------------- | ------ | ------ | ----------- | -------------------------------------------------------- | ---------------- |
| 石田千穂   | いしだ ちほ       | 2002年3月17日（23歳） | 広島県 | 1期    | WILD PLANET | peonyの元メンバー 元MAX♡GIRLS アクターズスクール広島出身 | 99位             |
| 谷口茉妃菜 | たにぐち まひな   | 2000年2月3日（25歳）  | 徳島県 | 1期    | STU         | 出演を参照                                               | -                |
| 兵頭葵     | ひょうどう あおい | 2001年1月18日（24歳） | 愛媛県 | 1期    | STU         |                                                          | -                |
| 福田朱里   | ふくだ あかり     | 1999年3月29日（26歳） | 香川県 | 1期    | STU         | STU48副キャプテン 二級小型船舶操縦士取得                 | -                |

### ドラフト3期生
| 名前     | よみ          | 生年月日             | 出身地 | 加入期      | 昇格日       | 所属事務所 | 備考                                                             | 総選挙 最高 順位 |
| -------- | ------------- | -------------------- | ------ | ----------- | ------------ | ---------- | ---------------------------------------------------------------- | ---------------- |
| 信濃宙花 | しなの そらは | 2003年8月9日（22歳） | 兵庫県 | ドラフト3期 | 2019年8月3日 | STU        | 第3回ドラフト会議 5位指名 特殊小型船舶操縦士取得                 | -                |
| 中村舞   | なかむら まい | 1999年4月4日（26歳） | 愛媛県 | ドラフト3期 | 2019年8月3日 | STU        | 出演を参照 第3回ドラフト会議 1位指名 2024年8月27日、写真集発売。 | -                |

### 2期生
| 名前       | よみ            | 生年月日               | 出身地 | 加入期 | 昇格日        | 所属事務所 | 備考                                           |
| ---------- | --------------- | ---------------------- | ------ | ------ | ------------- | ---------- | ---------------------------------------------- |
| 池田裕楽   | いけだ ゆら     | 2004年2月8日（21歳）   | 広島県 | 2期    | 2021年10月1日 | STU        | アクターズスクール広島出身                     |
| 内海里音   | うつみ りね     | 2002年11月5日（22歳）  | 岡山県 | 2期    | 2021年10月1日 | STU        |                                                |
| 尾崎世里花 | おさき せりか   | 1997年11月16日（27歳） | 長崎県 | 2期    | 2021年10月1日 | STU        | STU48最年長                                    |
| 川又優菜   | かわまた ゆうな | 2003年12月10日（21歳） | 広島県 | 2期    | 2021年10月1日 | STU        | SPL∞ASHの元メンバー アクターズスクール広島出身 |
| 工藤理子   | くどう りこ     | 2002年3月29日（23歳）  | 山口県 | 2期    | 2021年10月1日 | 充s        |                                                |
| 迫姫華     | さこ ひめか     | 2007年3月14日（18歳）  | 広島県 | 2期    | 2021年10月1日 | STU        |                                                |
| 清水紗良   | しみず さら     | 2006年2月12日（19歳）  | 広島県 | 2期    | 2021年10月1日 | STU        | 元革命少女 アクターズスクール広島出身          |
| 高雄さやか | たかお さやか   | 1998年12月4日（26歳）  | 福岡県 | 2期    | 2021年10月1日 | STU        |                                                |
| 原田清花   | はらだ さやか   | 2001年6月19日（24歳）  | 福岡県 | 2期    | 2021年10月1日 | STU        |                                                |
| 宗雪里香   | むねゆき りか   | 2000年6月15日（25歳）  | 愛媛県 | 2期    | 2021年10月1日 | STU        |                                                |
| 吉田彩良   | よしだ さら     | 2002年2月19日（23歳）  | 福岡県 | 2期    | 2021年10月1日 | STU        |                                                |
| 渡辺菜月   | わたなべ なつき | 2000年12月12日（24歳） | 山口県 | 2期    | 2021年10月1日 | STU        |                                                |

### 2.5期生
| 名前       | よみ            | 生年月日               | 出身地 | 加入期 | 昇格日       | 所属事務所 | 備考                     |
| ---------- | --------------- | ---------------------- | ------ | ------ | ------------ | ---------- | ------------------------ |
| 岡田あずみ | おかだ あずみ   | 2003年1月20日（22歳）  | 広島県 | 2.5期  | 2024年4月1日 | STU        | STU48（3代目）キャプテン |
| 岡村梨央   | おかむら りお   | 2008年10月8日（16歳）  | 広島県 | 2.5期  | 2024年4月1日 | STU        |                          |
| 久留島優果 | くるしま ゆうか | 2005年9月24日（19歳）  | 広島県 | 2.5期  | 2024年4月1日 | STU        |                          |
| 諸葛望愛   | もろくず のあ   | 2009年11月11日（15歳） | 広島県 | 2.5期  | 2024年4月1日 | STU        | STU48最年少              |

### 3期生
| 名前     | よみ            | 生年月日              | 出身地 | 加入期 | 昇格日        | 所属事務所 | 備考 |
| -------- | --------------- | --------------------- | ------ | ------ | ------------- | ---------- | ---- |
| 新井梨杏 | あらい りあ     | 2008年10月5日（16歳） | 広島県 | 3期    | 2024年5月1日  | STU        |      |
| 石原侑奈 | いしはら ゆうな | 2004年8月7日（21歳）  | 岡山県 | 3期    | 2024年12月1日 | STU        |      |
| 曽川咲葵 | そがわ さき     | 2005年8月19日（20歳） | 山口県 | 3期    | 2024年5月1日  | STU        |      |
| 濵田響   | はまだ ひびき   | 2003年1月23日（22歳） | 長崎県 | 3期    | 2025年6月1日  | STU        |      |
| 森末妃奈 | もりすえ ひめな | 2002年6月20日（23歳） | 岡山県 | 3期    | 2024年12月1日 | STU        |      |

### 研究生
| 名前     | よみ            | 生年月日               | 出身地 | 加入期 | 所属事務所 | 備考 |
| -------- | --------------- | ---------------------- | ------ | ------ | ---------- | ---- |
| 奥田唯菜 | おくだ ゆいな   | 2006年7月7日（19歳）   | 岐阜県 | 3期    | STU        |      |
| 北澤苺   | きたざわ いちご | 2004年12月27日（20歳） | 山梨県 | 3期    | STU        |      |

### 元メンバー

#### 元正規メンバー
| 名前       | よみ              | 生年月日               | 出身地   | 加入期      | 最終在籍日     | 所属事務所                         | 備考 | 総選挙 最高 順位 |
| ---------- | ----------------- | ---------------------- | -------- | ----------- | -------------- | ---------------------------------- | --- | ---------------- |
| 黒岩唯     | くろいわ ゆい     | 2002年8月11日（23歳）  | 愛媛県   | 1期         | 2017年11月18日 | アローズエンタテイメント           | 活動辞退 | -                |
| 指原莉乃   | さしはら りの     | 1992年11月21日（32歳） | 大分県   | -           | 2017年11月25日 | 太田プロダクション                 | 2017年2月23日から兼任解除までHKT48チームH（松岡菜）兼任 在籍時はSTU48劇場支配人兼務                            | 1位              |
| 尾﨑舞美   | おざき まみ       | 2000年12月18日（24歳） | 愛媛県   | 1期         | 2018年3月31日  | -                                  | 活動辞退 | -                |
| 張織慧     | ちょう おりえ     | 2001年10月18日（23歳） | 岡山県   | 1期         | 2018年4月15日  | アローズエンタテインメント         | 中国国籍。SUI名義でアイドルグループ「最後の晩餐」のメンバーになった                                            | -                |
| 塩井日奈子 | しおい ひなこ     | 2000年1月7日（25歳）   | 高知県   | 1期         | 2018年7月22日  | -                                  | | -                |
| 佐野遥     | さの はるか       | 1995年8月16日（30歳）  | 大阪府   | 1期         | 2019年4月13日  | -                                  | | -                |
| 菅原早記   | すがはら さき     | 2001年11月14日（23歳） | 岡山県   | 1期         | 2019年5月6日   | プラチナムプロダクション           | RIZINガール A-class2024                                                                                        | -                |
| 市岡愛弓   | いちおか あゆみ   | 2003年8月21日（21歳）  | 福岡県   | 1期         | 2019年8月11日  | -                                  | 2019年8月6日卒業公演 Popteenレギュラーモデル2期生 出演を参照                                                   | -                |
| 門田桃奈   | かどた ももな     | 1999年8月26日（25歳）  | 愛媛県   | 1期         | 2019年8月11日  | -                                  | 大野姉妹withカネハマヒカリの専属マネージャー 出演を参照                                                        | -                |
| 土路生優里 | とろぶ ゆり       | 1999年3月24日（26歳）  | 広島県   | 1期         | 2019年10月30日 | -                                  | 当日卒業公演                                                                                                   | -                |
| 三島遥香   | みしま はるか     | 1998年4月18日（27歳）  | 徳島県   | -           | 当日卒業公演   | 1期                                | 2019年12月8日                                                                                                  | -                |
| 森香穂     | もり かほ         | 1997年6月1日（28歳）   | 三重県   | 1期         | 2019年12月12日 | ゼロイチファミリア                 | 当日卒業公演 RIZINガール                                                                                       | -                |
| 藤原あずさ | ふじわら あずさ   | 1998年5月10日（27歳）  | 岡山県   | 1期         | 2020年3月10日  | -                                  | 2020年7月29日卒業公演                                                                                          | -                |
| 磯貝花音   | いそがい かのん   | 2000年6月1日（25歳）   | 愛知県   | 1期         | 2020年5月10日  | NRC PRODUCTION                     | 2020年9月12日卒業公演                                                                                          | -                |
| 新谷野々花 | しんたに ののか   | 2004年5月23日（21歳）  | 広島県   | 1期         | 2020年7月31日  | -                                  | [ 127 ] | -                |
| 田中皓子   | たなか こうこ     | 1996年6月16日（29歳）  | 佐賀県   | 1期         | 2021年3月21日  | -                                  | 当日卒業公演                                                                                                   | -                |
| 大谷満理奈 | おおたに まりな   | 2004年2月14日（21歳）  | 山口県   | 1期         | 2021年6月5日   | ViiVO                              | 2021年6月4日卒業公演 MAX♡GIRLSの元メンバー アクターズスクール広島出身 現：星乃まりな                           | -                |
| 薮下楓     | やぶした ふう     | 2000年10月7日（24歳）  | 大阪府   | 1期         | 2021年8月8日   | -                                  | 当日卒業コンサート 姉は薮下柊（元NMB48）                                                                       | -                |
| 今泉美利愛 | いまいずみ みりあ | 2001年10月5日（23歳）  | 福岡県   | 2期         | 2021年10月30日 | -                                  | 活動辞退 | -                |
| 中廣弥生   | なかひろ やよい   | 2002年3月29日（23歳）  | 広島県   | 2期         | 2021年10月30日 | NRC PRODUCTION                     | 活動辞退 現：中広やよい                                                                                        | -                |
| 南有梨菜   | みなみ ゆりな     | 2002年12月18日（22歳） | 大阪府   | 2期         | 2021年10月30日 | -                                  | 活動辞退 | -                |
| 門脇実優菜 | かどわき みゆな   | 2003年3月11日（22歳）  | 兵庫県   | 1期         | 2021年11月18日 | -                                  | 元ミスいちごメイト                                                                                             | -                |
| 榊美優     | さかき みゆ       | 2002年4月28日（23歳）  | 香川県   | 1期         | 2021年12月28日 | Kiii                               | 当日卒業公演 現：CUCA（くーか）                                                                                | -                |
| 田口玲佳   | たぐち れいか     | 2001年6月2日（24歳）   | 兵庫県   | 2期         | 2022年2月5日   | -                                  | 当日卒業公演                                                                                                   | -                |
| 岡田奈々   | おかだ なな       | 1997年11月7日（27歳）  | 神奈川県 | -           | 2022年3月18日  | エイベックス・アスナロ・カンパニー | 元STU48（初代）キャプテン 2017年2月23日から兼任解除までAKB48チーム4（高橋朱里・村山）兼任                      | 05位             |
| 矢野帆夏   | やの ほのか       | 1999年8月6日（26歳）   | 広島県   | 1期         | 2022年9月23日  | -                                  | 2022年9月18日卒業公演 出演を参照 二級小型船舶操縦士取得 現：やのほのか                                         | -                |
| 田中美帆   | たなか みほ       | 2002年9月3日（22歳）   | 福岡県   | 2期         | 2023年3月26日  | -                                  | 2023年3月19日卒業公演 my favのメンバー                                                                         | -                |
| 吉崎凜子   | よしざき りんこ   | 2002年9月8日（22歳）   | 広島県   | 2期         | 2023年4月29日  | -                                  | 当日卒業公演                                                                                                   | -                |
| 川又あん奈 | かわまた あんな   | 2002年11月4日（22歳）  | 香川県   | 2期         | 2023年11月5日  | -                                  | 当日卒業公演 my favのメンバー                                                                                  | -                |
| 瀧野由美子 | たきの ゆみこ     | 1997年9月24日（27歳）  | 山口県   | 1期         | 2023年11月30日 | -                                  | 当日卒業公演                                                                                                   | 74位             |
| 今村美月   | いまむら みつき   | 2000年2月19日（25歳）  | 広島県   | 1期         | 2024年3月31日  | Lucolort                           | 当日卒業コンサート 元STU48（2代目）キャプテン 出演を参照 元SPL∞ASH アクターズスクール広島出身                  | -                |
| 石田みなみ | いしだ みなみ     | 1998年10月11日（26歳） | 兵庫県   | 1期         | 2024年4月6日   | ディープスキル                     | 当日卒業公演 出演を参照                                                                                        | -                |
| 立仙百佳   | りっせん ももか   | 2004年11月30日（20歳） | 高知県   | 2期         | 2024年4月7日   | -                                  | 当日卒業公演 姉は立仙愛理（元AKB48） 2024年10月12日より女性アイドルグループ「ドレスコード」のメンバー 百宮みも | -                |
| 沖侑果     | おき ゆうか       | 1999年12月1日（25歳）  | 岡山県   | ドラフト3期 | 2024年4月20日  | ディープスキル                     | 当日卒業コンサート 第3回ドラフト会議 2位指名                                                                   | -                |
| 鈴木彩夏   | すずき あやか     | 2000年8月24日（24歳）  | 広島県   | 2期         | 2024年4月29日  | -                                  | 当日卒業公演                                                                                                   | -                |
| 岩田陽菜   | いわた ひな       | 2003年2月21日（22歳）  | 山口県   | 1期         | 2024年5月1日   | ノースプロダクション               | 当日卒業公演                                                                                                   | -                |
| 甲斐心愛   | かい ここあ       | 2003年11月28日（21歳） | 広島県   | 1期         | 2024年5月31日  | Superball                          | KLP48へ移籍 出演を参照                                                                                         | -                |
| 森下舞羽   | もりした まいは   | 2004年10月4日（20歳）  | 山口県   | 1期         | 2024年7月31日  | -                                  | 当日卒業公演                                                                                                   | -                |
| 壁島結華   | かべしま ゆいか   | 2003年12月23日（21歳） | 東京都   | 3期         | 2024年10月31日 | -                                  | [ 176 ] | -                |
| 小島愛子   | こじま あいこ     | 1997年12月7日（27歳）  | 兵庫県   | 2期         | 2024年11月30日 | -                                  | 2024年11月23日卒業公演                                                                                         | -                |
| 峯吉愛梨沙 | みねよし ありさ   | 2004年9月2日（20歳）   | 広島県   | 1期         | 2025年3月31日  | -                                  | 2025年3月30日卒業公演                                                                                          | -                |
| 井出叶     | いで かなう       | 2004年11月2日（20歳）  | 静岡県   | 3期         | 2025年4月20日  | -                                  | 2025年4月15日卒業公演                                                                                          | -                |

#### 元研究生
| 名前       | よみ            | 生年月日              | 出身地 | 加入期      | 最終在籍日    | 所属事務所               | 備考                                                                                | 総選挙 最高 順位 |
| ---------- | --------------- | --------------------- | ------ | ----------- | ------------- | ------------------------ | ----------------------------------------------------------------------------------- | ---------------- |
| 溝口亜以子 | みぞぐち あいこ | 2001年8月20日（24歳） | 岡山県 | ドラフト3期 | 2019年3月10日 | -                        | 活動辞退 第3回ドラフト会議 4位指名                                                  | -                |
| 由良朱合   | ゆら あかり     | 1999年3月12日（26歳） | 広島県 | ドラフト3期 | 2019年8月11日 | -                        | 2019年8月8日卒業公演 第3回ドラフト会議 3位指名 元SPL∞ASH アクターズスクール広島出身 | -                |
| 近藤ありす | こんどう ありす | 2003年2月13日（22歳） | 東京都 | 2期         | 2020年4月2日  | -                        | 活動辞退                                                                            | -                |
| 田村菜月   | たむら なつき   | 2002年8月4日（23歳）  | 大阪府 | 2期         | 2021年7月25日 | -                        | 活動辞退                                                                            | -                |
| 清水りさ子 | しみず りさこ   | 2005年1月15日（20歳） | 山口県 | 3期         | 2024年2月25日 | mint Music ENTERTAINMENT | 活動辞退 現：宇宙∞プラネクシア りさ                                                 | -                |
| 長谷川乃彩 | はせがわ のあ   | 2004年9月19日（20歳） | 愛知県 | 3期         | 2024年6月14日 | -                        | 活動辞退                                                                            | -                |
| 岩﨑春望   | いわさき かすみ | 2006年4月7日（19歳）  | 広島県 | 3期         | 2024年6月30日 | -                        | 活動辞退                                                                            | -                |
| 藤井里詠   | ふじい りえ     | 2005年11月3日（19歳） | 埼玉県 | 3期         | 2024年7月20日 | アソビネクスト           | 活動辞退                                                                            | -                |
| 梶原未羽   | かじわら みう   | 2009年8月11日（16歳） | 広島県 | 3期         | 2024年12月8日 | -                        | 活動辞退                                                                            | -                |

## グループ編成

### 歴代キャプテン
STU48キャプテン
1. 岡田奈々（2017年2月23日 - 2020年1月18日）
2. 今村美月（2020年1月18日 - 2024年3月31日）[63]
3. 岡田あずみ（2024年4月1日 - ） [194][195]

STU48副キャプテン
1. 福田朱里（2020年1月18日 - ）[63]

### メンバー構成推移
これまで3度のメンバーオーディションを実施している。その他、『STU48×ASH New Wave Project』を1回などを実施している。姉妹グループから移籍・兼任およびドラフト生を除く全てのメンバーがこれらのオーディションを経て加入している。
- 2021年8月8日までの各期欄の丸括弧は、（各期の研究生）の人数。

| 年月日   | 出来事                                                                           | 増減 | 合計 | 合計 | 期別 | 期別        | 期別 | 期別  | 期別  | 期別 | 加入期別人数変動                    |
| 年月日   | 出来事                                                                           | 増減 | 全   | 正   | 1期  | -           | -    | -     | -     | 研   | 加入期別人数変動                    |
| 2017年   | 出来事                                                                           | 増減 | 全   | 正   | 1期  | -           | -    | -     | -     | 研   | 加入期別人数変動                    |
| -------- | -------------------------------------------------------------------------------- | ---- | ---- | ---- | ---- | ----------- | ---- | ----- | ----- | ---- | ----------------------------------- |
| 2月22日  | AKB48チーム4 岡田奈々 兼任発表                                                   | +1   | 1    | 1    |      |             |      |       |       |      |                                     |
| 2月23日  | HKT48チームH 指原莉乃 兼任発表                                                   | +1   | 2    | 2    |      |             |      |       |       |      |                                     |
| 3月31日  | 第1期生プロフィール公開                                                          | +31  | 33   | 33   | 31   |             |      |       |       |      | 1期生31人                           |
| 5月3日   | メンバー正式お披露目                                                             |      | 33   | 33   | 31   |             |      |       |       |      |                                     |
| 11月18日 | 1期生 黒岩唯 活動辞退                                                            | -1   | 32   | 32   | 30   |             |      |       |       |      | 1期生31人→30人                      |
| 11月25日 | 指原莉乃 兼任解除                                                                | -1   | 31   | 31   | 30   |             |      |       |       |      |                                     |
| 2018年   | 出来事                                                                           | 増減 | 全   | 正   | 1期  | ドラフト3期 | -    | -     | -     | 研   | 加入期別人数変動                    |
| 3月3日   | ドラフト3期生 お披露目                                                           | +5   | 36   | 31   | 31   | (5)         |      |       |       | 5    | ドラフト3期生5人                    |
| 3月31日  | 1期生 尾﨑舞美 活動辞退                                                          | -1   | 35   | 30   | 30   | (5)         |      |       |       | 5    | 1期生30人→29人                      |
| 4月15日  | 1期生 張織慧 卒業                                                                | -1   | 34   | 29   | 29   | (5)         |      |       |       | 5    | 1期生29人→28人                      |
| 7月22日  | 1期生 塩井日奈子 卒業                                                            | -1   | 33   | 28   | 28   | (5)         |      |       |       | 5    | 1期生28人→27人                      |
| 2019年   | 出来事                                                                           | 増減 | 全   | 正   | 1期  | ドラフト3期 | 2期  | -     | -     | 研   | 加入期別人数変動                    |
| 3月10日  | 研究生 溝口亜以子 活動辞退                                                       | -1   | 32   | 28   | 28   | (4)         |      |       |       | 4    | ドラフト3期生5人→4人                |
| 4月13日  | 1期生 佐野遥 卒業                                                                | -1   | 31   | 27   | 27   | (4)         |      |       |       | 4    | 1期生27人→26人                      |
| 5月6日   | 1期生 菅原早記 卒業                                                              | -1   | 30   | 26   | 26   | (4)         |      |       |       | 4    | 1期生26人→25人                      |
| 8月3日   | 研究生 沖侑果・信濃宙花・中村舞 正規メンバー昇格                                 |      | 30   | 29   | 26   | 3 (1)       |      |       |       | 1    |                                     |
| 8月11日  | 1期生 市岡愛弓・門田桃奈、研究生 由良朱合 卒業                                   | -3   | 27   | 27   | 24   | 3           |      |       |       | -    | 1期生25人→23人 ドラフト3期生4人→3人 |
| 10月30日 | 1期生 土路生優里 卒業                                                            | -1   | 26   | 26   | 23   | 3           |      |       |       | -    | 1期生23人→22人                      |
| 12月8日  | 1期生 三島遥香 卒業                                                              | -1   | 25   | 25   | 22   | 3           |      |       |       | -    | 1期生22人→21人                      |
| 12月12日 | 1期生 森香穂 卒業                                                                | -1   | 24   | 24   | 21   | 3           |      |       |       | -    | 1期生21人→20人                      |
| 12月21日 | 第2期生 お披露目                                                                 | +24  | 48   | 24   | 21   | 3           | (24) |       |       | 24   | 2期生24人                           |
| 2020年   | 出来事                                                                           | 増減 | 全   | 正   | 1期  | ドラフト3期 | 2期  | -     | -     | 研   | 加入期別人数変動                    |
| 3月10日  | 1期生 藤原あずさ 卒業                                                            | -1   | 47   | 23   | 20   | 3           | (24) |       |       | 24   | 1期生20人→19人                      |
| 4月2日   | 研究生 近藤ありす 活動辞退                                                       | -1   | 46   | 23   | 20   | 3           | (23) |       |       | 23   | 2期生24人→23人                      |
| 5月10日  | 1期生 磯貝花音 卒業                                                              | -1   | 45   | 22   | 19   | 3           | (23) |       |       | 23   | 1期生19人→18人                      |
| 7月31日  | 1期生 新谷野々花 卒業                                                            | -1   | 44   | 21   | 18   | 3           | (23) |       |       | 23   | 1期生18人→17人                      |
| 2021年   | 出来事                                                                           | 増減 | 全   | 正   | 1期  | ドラフト3期 | 2期  | -     | -     | 研   | 加入期別人数変動                    |
| 3月21日  | 1期生 田中皓子 卒業                                                              | -1   | 43   | 20   | 17   | 3           | (23) |       |       | 23   | 1期生17人→16人                      |
| 6月5日   | 1期生 大谷満理奈 卒業                                                            | -1   | 42   | 19   | 16   | 3           | (23) |       |       | 23   | 1期生16人→15人                      |
| 7月25日  | 研究生 田村菜月 活動辞退                                                         | -1   | 41   | 19   | 16   | 3           | (22) |       |       | 22   | 2期生23人→22人                      |
| 8月8日   | 1期生 薮下楓 卒業                                                                | -1   | 40   | 18   | 15   | 3           | (22) |       |       | 22   | 1期生15人→14人                      |
| 10月1日  | 2期研究生 22名全員正規メンバー昇格                                               |      | 40   | 40   | 15   | 3           | 22   |       |       | -    |                                     |
| 10月30日 | 2期生 今泉美利愛、中廣弥生、南有梨菜 活動辞退                                    | -3   | 37   | 37   | 15   | 3           | 19   |       |       | -    | 2期生22人→19人                      |
| 11月18日 | 1期生 門脇実優菜 卒業                                                            | -1   | 36   | 36   | 14   | 3           | 19   |       |       | -    | 1期生14人→13人                      |
| 12月28日 | 1期生 榊美優 卒業                                                                | -1   | 35   | 35   | 13   | 3           | 19   |       |       | -    | 1期生13人→12人                      |
| 2022年   | 出来事                                                                           | 増減 | 全   | 正   | 1期  | ドラフト3期 | 2期  | 2.5期 | -     | 研   | 加入期別人数変動                    |
| 2月5日   | 2期生 田口玲佳 卒業                                                              | -1   | 34   | 34   | 13   | 3           | 18   |       |       | -    | 2期生19人→18人                      |
| 3月18日  | 岡田奈々 兼任解除                                                                | -1   | 33   | 33   | 12   | 3           | 18   |       |       | -    |                                     |
| 5月3日   | New Wave Project 研究生 お披露目                                                 | +4   | 37   | 33   | 12   | 3           | 18   | (4)   |       | 4    | 2.5期生 4人                         |
| 9月23日  | 1期生 矢野帆夏 卒業                                                              | -1   | 36   | 32   | 11   | 3           | 18   | (4)   |       | 4    | 1期生12人→11人                      |
| 2023年   | 出来事                                                                           | 増減 | 全   | 正   | 1期  | ドラフト3期 | 2期  | 2.5期 | 3期   | 研   | 加入期別人数変動                    |
| 3月26日  | 2期生 田中美帆 卒業                                                              | -1   | 35   | 31   | 11   | 3           | 17   | (4)   |       | 4    | 2期生18人→17人                      |
| 4月9日   | 第3期生 お披露目                                                                 | +14  | 49   | 31   | 11   | 3           | 17   | (4)   | (14)  | 18   | 3期生14人                           |
| 4月29日  | 2期生 吉崎凜子 卒業                                                              | -1   | 48   | 30   | 11   | 3           | 16   | (4)   | (14)  | 18   | 2期生17人→16人                      |
| 11月5日  | 2期生 川又あん奈 卒業                                                            | -1   | 47   | 29   | 11   | 3           | 15   | (4)   | (14)  | 18   | 2期生16人→15人                      |
| 11月30日 | 1期生 瀧野由美子 卒業                                                            | -1   | 46   | 28   | 10   | 3           | 15   | (4)   | (14)  | 18   | 1期生11人→10人                      |
| 2024年   | 出来事                                                                           | 増減 | 全   | 正   | 1期  | ドラフト3期 | 2期  | 2.5期 | 3期   | 研   | 加入期別人数変動                    |
| 2月25日  | 研究生 清水りさ子 活動辞退                                                       | -1   | 45   | 28   | 10   | 3           | 15   | (4)   | (13)  | 17   | 3期生14人→13人                      |
| 3月31日  | 1期生 今村美月 卒業                                                              | -1   | 44   | 27   | 9    | 3           | 15   | (4)   | (13)  | 17   | 1期生10人→9人                       |
| 4月1日   | 2.5期研究生 4名全員正規メンバー昇格                                              |      | 44   | 31   | 9    | 3           | 15   | 4     | (13)  | 13   |                                     |
| 4月6日   | 1期生 石田みなみ 卒業                                                            | -1   | 43   | 30   | 8    | 3           | 15   | 4     | (13)  | 13   | 1期生9人→8人                        |
| 4月7日   | 2期生 立仙百佳 卒業                                                              | -1   | 42   | 29   | 8    | 3           | 14   | 4     | (13)  | 13   | 2期生15人→14人                      |
| 4月20日  | ドラフト3期生 沖侑果 卒業                                                        | -1   | 41   | 28   | 8    | 2           | 14   | 4     | (13)  | 13   | ドラフト3期生3人→2人                |
| 4月25日  | 2期生 鈴木彩夏 卒業                                                              | -1   | 40   | 27   | 8    | 2           | 13   | 4     | (13)  | 9    | 2期生14人→13人                      |
| 5月1日   | 研究生 新井梨杏・井出叶・壁島結華・曽川咲葵 正規メンバー昇格 1期生 岩田陽菜 卒業 | -1   | 39   | 30   | 7    | 2           | 13   | 4     | 4 (9) | 9    | 1期生8人→7人                        |
| 5月31日  | 1期生 甲斐心愛 KLP48へ移籍                                                       | -1   | 38   | 29   | 6    | 2           | 13   | 4     | 4 (9) | 9    | 1期生7人→6人                        |
| 6月14日  | 研究生 長谷川乃彩 活動辞退                                                       | -1   | 37   | 29   | 6    | 2           | 13   | 4     | 4 (8) | 8    | 3期生13人→12人                      |
| 6月30日  | 研究生 岩﨑春望 活動辞退                                                         | -1   | 36   | 29   | 6    | 2           | 13   | 4     | 4 (7) | 7    | 3期生12人→11人                      |
| 7月20日  | 研究生 藤井里詠 活動辞退                                                         | -1   | 35   | 29   | 6    | 2           | 13   | 4     | 4 (6) | 6    | 3期生11人→10人                      |
| 7月31日  | 1期生 森下舞羽 卒業                                                              | -1   | 34   | 28   | 5    | 2           | 13   | 4     | 4 (6) | 6    | 1期生6人→5人                        |
| 10月31日 | 3期生 壁島結華 卒業                                                              | -1   | 33   | 27   | 5    | 2           | 13   | 4     | 3 (6) | 6    | 3期生10人→9人                       |
| 11月30日 | 2期生 小島愛子 卒業                                                              | -1   | 32   | 26   | 5    | 2           | 12   | 4     | 3 (6) | 6    | 2期生13人→12人                      |
| 12月1日  | 研究生 石原侑奈・森末妃奈 正規メンバー昇格                                       |      | 32   | 28   | 5    | 2           | 12   | 4     | 5 (4) | 4    |                                     |
| 12月8日  | 研究生 梶原未羽 活動辞退                                                         | -1   | 31   | 28   | 5    | 2           | 12   | 4     | 5 (3) | 3    | 3期生9人→8人                        |
| 2025年   | 出来事                                                                           | 増減 | 全   | 正   | 1期  | ドラフト3期 | 2期  | 2.5期 | 3期   | 研   | 加入期別人数変動                    |
| 3月31日  | 1期生 峯吉愛梨沙 卒業                                                            | -1   | 30   | 27   | 4    | 2           | 12   | 4     | 5 (3) | 3    | 1期生5人→4人                        |
| 4月20日  | 3期生 井出叶 卒業                                                                | -1   | 29   | 26   | 4    | 2           | 12   | 4     | 4 (3) | 3    | 3期生8人→7人                        |
| 6月1日   | 研究生 濵田響 正規メンバー昇格                                                   |      | 29   | 27   | 4    | 2           | 12   | 4     | 5 (2) | 2    |                                     |

### 研究生から正規メンバーへの昇格者
| 発表日  | 配属日  | 氏名       | 加入期      | 備考 |
| 2019年  | 2019年  | 氏名       | 加入期      | 備考 |
| ------- | ------- | ---------- | ----------- | --- |
| 8月3日  | 8月3日  | 沖侑果     | ドラフト3期 | STU48ドラフト3期生は一斉に昇格。 沖は2024年4月20日卒業。 |
| 8月3日  | 8月3日  | 信濃宙花   | ドラフト3期 | STU48ドラフト3期生は一斉に昇格。 沖は2024年4月20日卒業。 |
| 8月3日  | 8月3日  | 中村舞     | ドラフト3期 | STU48ドラフト3期生は一斉に昇格。 沖は2024年4月20日卒業。 |
| 2021年  | 2021年  | 氏名       | 加入期      | 備考 |
| 9月12日 | 10月1日 | 池田裕楽   | 2期         | 2期生は一斉に昇格。 今泉・中廣・南は2021年10月30日活動辞退。 田口は2022年2月5日、田中は2023年3月26日、吉崎は2023年4月29日、川又あは2023年11月5日、立仙は2024年4月7日、鈴木は2024年4月29日、小島は2024年11月30日卒業。 |
| 9月12日 | 10月1日 | 今泉美利愛 | 2期         | 2期生は一斉に昇格。 今泉・中廣・南は2021年10月30日活動辞退。 田口は2022年2月5日、田中は2023年3月26日、吉崎は2023年4月29日、川又あは2023年11月5日、立仙は2024年4月7日、鈴木は2024年4月29日、小島は2024年11月30日卒業。 |
| 9月12日 | 10月1日 | 内海里音   | 2期         | 2期生は一斉に昇格。 今泉・中廣・南は2021年10月30日活動辞退。 田口は2022年2月5日、田中は2023年3月26日、吉崎は2023年4月29日、川又あは2023年11月5日、立仙は2024年4月7日、鈴木は2024年4月29日、小島は2024年11月30日卒業。 |
| 9月12日 | 10月1日 | 尾崎世里花 | 2期         | 2期生は一斉に昇格。 今泉・中廣・南は2021年10月30日活動辞退。 田口は2022年2月5日、田中は2023年3月26日、吉崎は2023年4月29日、川又あは2023年11月5日、立仙は2024年4月7日、鈴木は2024年4月29日、小島は2024年11月30日卒業。 |
| 9月12日 | 10月1日 | 川又あん奈 | 2期         | 2期生は一斉に昇格。 今泉・中廣・南は2021年10月30日活動辞退。 田口は2022年2月5日、田中は2023年3月26日、吉崎は2023年4月29日、川又あは2023年11月5日、立仙は2024年4月7日、鈴木は2024年4月29日、小島は2024年11月30日卒業。 |
| 9月12日 | 10月1日 | 川又優菜   | 2期         | 2期生は一斉に昇格。 今泉・中廣・南は2021年10月30日活動辞退。 田口は2022年2月5日、田中は2023年3月26日、吉崎は2023年4月29日、川又あは2023年11月5日、立仙は2024年4月7日、鈴木は2024年4月29日、小島は2024年11月30日卒業。 |
| 9月12日 | 10月1日 | 工藤理子   | 2期         | 2期生は一斉に昇格。 今泉・中廣・南は2021年10月30日活動辞退。 田口は2022年2月5日、田中は2023年3月26日、吉崎は2023年4月29日、川又あは2023年11月5日、立仙は2024年4月7日、鈴木は2024年4月29日、小島は2024年11月30日卒業。 |
| 9月12日 | 10月1日 | 小島愛子   | 2期         | 2期生は一斉に昇格。 今泉・中廣・南は2021年10月30日活動辞退。 田口は2022年2月5日、田中は2023年3月26日、吉崎は2023年4月29日、川又あは2023年11月5日、立仙は2024年4月7日、鈴木は2024年4月29日、小島は2024年11月30日卒業。 |
| 9月12日 | 10月1日 | 迫姫華     | 2期         | 2期生は一斉に昇格。 今泉・中廣・南は2021年10月30日活動辞退。 田口は2022年2月5日、田中は2023年3月26日、吉崎は2023年4月29日、川又あは2023年11月5日、立仙は2024年4月7日、鈴木は2024年4月29日、小島は2024年11月30日卒業。 |
| 9月12日 | 10月1日 | 清水紗良   | 2期         | 2期生は一斉に昇格。 今泉・中廣・南は2021年10月30日活動辞退。 田口は2022年2月5日、田中は2023年3月26日、吉崎は2023年4月29日、川又あは2023年11月5日、立仙は2024年4月7日、鈴木は2024年4月29日、小島は2024年11月30日卒業。 |
| 9月12日 | 10月1日 | 鈴木彩夏   | 2期         | 2期生は一斉に昇格。 今泉・中廣・南は2021年10月30日活動辞退。 田口は2022年2月5日、田中は2023年3月26日、吉崎は2023年4月29日、川又あは2023年11月5日、立仙は2024年4月7日、鈴木は2024年4月29日、小島は2024年11月30日卒業。 |
| 9月12日 | 10月1日 | 高雄さやか | 2期         | 2期生は一斉に昇格。 今泉・中廣・南は2021年10月30日活動辞退。 田口は2022年2月5日、田中は2023年3月26日、吉崎は2023年4月29日、川又あは2023年11月5日、立仙は2024年4月7日、鈴木は2024年4月29日、小島は2024年11月30日卒業。 |
| 9月12日 | 10月1日 | 田口玲佳   | 2期         | 2期生は一斉に昇格。 今泉・中廣・南は2021年10月30日活動辞退。 田口は2022年2月5日、田中は2023年3月26日、吉崎は2023年4月29日、川又あは2023年11月5日、立仙は2024年4月7日、鈴木は2024年4月29日、小島は2024年11月30日卒業。 |
| 9月12日 | 10月1日 | 田中美帆   | 2期         | 2期生は一斉に昇格。 今泉・中廣・南は2021年10月30日活動辞退。 田口は2022年2月5日、田中は2023年3月26日、吉崎は2023年4月29日、川又あは2023年11月5日、立仙は2024年4月7日、鈴木は2024年4月29日、小島は2024年11月30日卒業。 |
| 9月12日 | 10月1日 | 中廣弥生   | 2期         | 2期生は一斉に昇格。 今泉・中廣・南は2021年10月30日活動辞退。 田口は2022年2月5日、田中は2023年3月26日、吉崎は2023年4月29日、川又あは2023年11月5日、立仙は2024年4月7日、鈴木は2024年4月29日、小島は2024年11月30日卒業。 |
| 9月12日 | 10月1日 | 原田清花   | 2期         | 2期生は一斉に昇格。 今泉・中廣・南は2021年10月30日活動辞退。 田口は2022年2月5日、田中は2023年3月26日、吉崎は2023年4月29日、川又あは2023年11月5日、立仙は2024年4月7日、鈴木は2024年4月29日、小島は2024年11月30日卒業。 |
| 9月12日 | 10月1日 | 南有梨菜   | 2期         | 2期生は一斉に昇格。 今泉・中廣・南は2021年10月30日活動辞退。 田口は2022年2月5日、田中は2023年3月26日、吉崎は2023年4月29日、川又あは2023年11月5日、立仙は2024年4月7日、鈴木は2024年4月29日、小島は2024年11月30日卒業。 |
| 9月12日 | 10月1日 | 宗雪里香   | 2期         | 2期生は一斉に昇格。 今泉・中廣・南は2021年10月30日活動辞退。 田口は2022年2月5日、田中は2023年3月26日、吉崎は2023年4月29日、川又あは2023年11月5日、立仙は2024年4月7日、鈴木は2024年4月29日、小島は2024年11月30日卒業。 |
| 9月12日 | 10月1日 | 吉崎凜子   | 2期         | 2期生は一斉に昇格。 今泉・中廣・南は2021年10月30日活動辞退。 田口は2022年2月5日、田中は2023年3月26日、吉崎は2023年4月29日、川又あは2023年11月5日、立仙は2024年4月7日、鈴木は2024年4月29日、小島は2024年11月30日卒業。 |
| 9月12日 | 10月1日 | 吉田彩良   | 2期         | 2期生は一斉に昇格。 今泉・中廣・南は2021年10月30日活動辞退。 田口は2022年2月5日、田中は2023年3月26日、吉崎は2023年4月29日、川又あは2023年11月5日、立仙は2024年4月7日、鈴木は2024年4月29日、小島は2024年11月30日卒業。 |
| 9月12日 | 10月1日 | 立仙百佳   | 2期         | 2期生は一斉に昇格。 今泉・中廣・南は2021年10月30日活動辞退。 田口は2022年2月5日、田中は2023年3月26日、吉崎は2023年4月29日、川又あは2023年11月5日、立仙は2024年4月7日、鈴木は2024年4月29日、小島は2024年11月30日卒業。 |
| 9月12日 | 10月1日 | 渡辺菜月   | 2期         | 2期生は一斉に昇格。 今泉・中廣・南は2021年10月30日活動辞退。 田口は2022年2月5日、田中は2023年3月26日、吉崎は2023年4月29日、川又あは2023年11月5日、立仙は2024年4月7日、鈴木は2024年4月29日、小島は2024年11月30日卒業。 |
| 2024年  | 2024年  | 氏名       | 加入期      | 備考 |
| 2月12日 | 4月1日  | 岡田あずみ | 2.5期       | New Wave Project（2.5期生）は一斉に昇格。 |
| 2月12日 | 4月1日  | 岡村梨央   | 2.5期       | New Wave Project（2.5期生）は一斉に昇格。 |
| 2月12日 | 4月1日  | 久留島優果 | 2.5期       | New Wave Project（2.5期生）は一斉に昇格。 |
| 2月12日 | 4月1日  | 諸葛望愛   | 2.5期       | New Wave Project（2.5期生）は一斉に昇格。 |
| 4月25日 | 5月1日  | 新井梨杏   | 3期         | 新井・井出・壁島・曽川は3期生昇格第1号。 壁島は2024年10月31日、井出は2025年4月20日卒業。 |
| 4月25日 | 5月1日  | 井出叶     | 3期         | 新井・井出・壁島・曽川は3期生昇格第1号。 壁島は2024年10月31日、井出は2025年4月20日卒業。 |
| 4月25日 | 5月1日  | 壁島結華   | 3期         | 新井・井出・壁島・曽川は3期生昇格第1号。 壁島は2024年10月31日、井出は2025年4月20日卒業。 |
| 4月25日 | 5月1日  | 曽川咲葵   | 3期         | 新井・井出・壁島・曽川は3期生昇格第1号。 壁島は2024年10月31日、井出は2025年4月20日卒業。 |
| 11月1日 | 12月1日 | 石原侑奈   | 3期         | |
| 11月1日 | 12月1日 | 森末妃奈   | 3期         | |
| 2025年  | 2025年  | 氏名       | 加入期      | 備考 |
| 5月27日 | 6月1日  | 濵田響     | 3期         | |

## ユニット

### CGB41
CGB41（シージービーフォーティーワン）は、クリーム玄米ブランのテレビCMに出演する「秋元康公認」とうたわれたアイドルグループ。「CGB」はクリーム玄米ブラン（Cream Gemmai Bran）の略である。クリーム玄米ブランをアイドルとして擬人化したもので、STU48から選抜されたメンバーにより結成された。新商品であるブラウニーの2人が2期生として新加入するという設定になっている。
- 岩田陽菜：苺のブラウニー
- 石田千穂：抹茶のブラウニー
- 瀧野由美子：ブルーベリー
- 磯貝花音：カカオ
- 薮下楓：クリームチーズ

- 今村美月：メープル・ナッツ&グラノーラ
- 土路生優里：グラノーラ&ベリーベリー
- 市岡愛弓：豆乳アサイーベリー
- 門脇実優菜：豆乳カスタード

### とろみちゅこっこ
とろみちゅこっこは、「風を待つ」カップリング曲「誰かといたい」を歌うユニット。
- 今村美月、田中皓子、土路生優里

### 青い向日葵
青い向日葵（あおいひまわり）は、STU48メンバーによるバンド形式のユニットである。2019年3月31日、『STU48 2周年記念コンサート』で結成された。
- ギター：今村美月（メインボーカル）
- ベース：兵頭葵
- サックス：瀧野由美子
- キーボード：福田朱里

## 課外活動（現在）
- 2018年10月25日、通常の活動に加えてメンバーを5つのユニットに分け「課外活動」を行うことが発表された[46]。ユニットには、兼任の岡田奈々を除くメンバー全員が参加している。2018年11月18日より各ユニットによる「STU48 課外活動公演」を開始。Charming Trip各メンバーはInstagramの個人アカウント、Charming Trip以外の各ユニットリーダーはTwitterの個人アカウントを開設した[208][209][注釈 17]。
  - メンバーの卒業により、他ユニットからの兼任も随時行われている。兼任メンバーの備考は兼任先ユニットにのみ記載している。

- 2020年6月4日、課外活動ユニットが2期研究生も新たに迎えるためリニューアルと再始動をする予定[212]。当初は課外活動5ユニットで活動していたが、メンバーの卒業で各ユニットの人数が変わり、2期研究生が加入し、同年6月7日にて新課外活動ユニットが結成、課外活動ユニットも一部ユニットの統合により4ユニットに変更となった[213]。

- 2021年10月4日、2期生昇格に伴って課外活動ユニットを合体すると発表した[214]。

- 2022年10月30日、2.5期研究生4名が課外活動ユニットへ加入した[215]。

- 2024年6月22日、3期生正規メンバーおよび研究生が課外活動ユニット新体制を発表した[216]。

### 女子旅ユニット

#### Charming Trip
Charming Trip（チャーミングトリップ）は、「女子旅」をテーマに活動するユニットである。2021年10月5日、「little Charming Trip（リトルチャーミングトリップ）」のユニットが合体。
| 名前       | 兼任   | 備考                                                 |
| ---------- | ------ | ---------------------------------------------------- |
| 石田千穂   |        | 2代目ユニットリーダー                                |
| 高雄さやか |        | 元little Charming Trip                               |
| 原田清花   |        | 元little Charming Trip                               |
| 吉田彩良   |        | 3代目ユニットリーダー 元little Charming Trip         |
| 渡辺菜月   |        | 元little Charming Trip                               |
| 久留島優果 |        |                                                      |
| 新井梨杏   |        |                                                      |
| 研究生     |        |                                                      |
| 奥田唯菜   |        |                                                      |
| 元メンバー |        |                                                      |
| 新谷野々花 |        | 2020年7月31日卒業                                    |
| 田中皓子   |        | 2021年3月21日卒業                                    |
| 田口玲佳   |        | 元little Charming Trip 2022年2月5日卒業              |
| 石田みなみ |        | 2024年4月6日卒業                                     |
| 岩田陽菜   |        | 2024年5月1日卒業                                     |
| 内海里音   | MiKER! | 元little Charming Trip Charming TripからMiKER!へ移籍 |
| 峯吉愛梨沙 | STUDIO | 2025年3月31日卒業                                    |

### 四国ユニット

#### 勝手に!四国観光大使
勝手に!四国観光大使（かってに しこくかんこうたいし）は、「四国」をテーマに活動するユニットである。2021年10月5日、「勝手に!四国観光ガイド（かってに しこくかんこうがいど）」のユニットが合体。2024年3月26日、四国運輸局の発表にて、初公認となる「四国観光大使」に就任することを発表した。
| 名前       | 兼任   | 備考                                      |
| ---------- | ------ | ----------------------------------------- |
| 谷口茉妃菜 |        |                                           |
| 兵頭葵     | STUDIO | [ 216 ]                                   |
| 福田朱里   |        | ユニットリーダー                          |
| 中村舞     |        |                                           |
| 宗雪里香   |        | 元勝手に!四国観光ガイド                   |
| 岡田あずみ |        |                                           |
| 石原侑奈   |        |                                           |
| 研究生     |        |                                           |
| 北澤苺     |        |                                           |
| 元メンバー |        |                                           |
| 中廣弥生   |        | 2021年10月30日活動辞退                    |
| 榊美優     | STUDIO | 2021年12月28日卒業                        |
| 田中美帆   | MiKER! | 元勝手に!四国観光ガイド 2023年3月26日卒業 |
| 吉崎凜子   |        | 元勝手に!四国観光ガイド 2023年4月29日卒業 |
| 川又あん奈 |        | 元勝手に!四国観光ガイド 2023年11月5日卒業 |
| 立仙百佳   |        | 元勝手に!四国観光ガイド 2024年4月7日卒業  |
| 沖侑果     | MiKER! | 2024年4月20日卒業                         |
| 壁島結華   |        | 2024年10月31日卒業                        |

### パフォーマンス ユニット

#### STUDIO
STUDIO（スタジオ）は、「パフォーマンス」をテーマに活動するユニットである。2021年10月5日、「mini STUDIO（ミニスタジオ）」のユニットが合体。
| 名前       | 兼任                | 備考                                       |
| ---------- | ------------------- | ------------------------------------------ |
| 池田裕楽   |                     | 元mini STUDIO 3代目ユニットリーダー        |
| 迫姫華     |                     | 元mini STUDIO                              |
| 清水紗良   |                     | 元mini STUDIO                              |
| 岡村梨央   |                     |                                            |
| 森末妃奈   |                     |                                            |
| 元メンバー |                     |                                            |
| 大谷満理奈 |                     | 2021年6月5日卒業                           |
| 田村菜月   |                     | 元miniSTUDIOユニット 2021年7月25日活動辞退 |
| 門脇実優菜 |                     | 2021年11月18日卒業                         |
| 榊美優     | 勝手に!四国観光大使 | 2021年12月28日卒業                         |
| 今村美月   |                     | 2024年3月31日卒業                          |
| 鈴木彩夏   |                     | 2024年4月29日卒業 元mini STUDIO            |
| 森下舞羽   |                     | 2024年7月31日卒業                          |
| 小島愛子   |                     | 2024年11月30日卒業 元mini STUDIO           |
| 梶原未羽   |                     | 2024年12月8日卒業                          |
| 峯吉愛梨沙 | Charming Trip       | 元2代目ユニットリーダー 2025年3月31日卒業  |

### MC&スポーツユニット
旧スポーツユニット（瀬戸7）と旧MCユニット（せとまいく）が統合した新ユニット。

#### MiKER!
MiKER!（マイカー）は、「スポーツ」と「MC」をテーマに活動する新ユニットである。2021年10月5日、「pin MiKER!（ピンマイカー）」のユニットが合体。
| 名前       | 兼任                  | 備考                                          |
| ---------- | --------------------- | --------------------------------------------- |
| 信濃宙花   |                       | 4代目ユニットリーダー                         |
| 内海里音   | Charming Tripから移籍 | 元little Charming Trip                        |
| 尾崎世里花 |                       | 元pin MiKER!                                  |
| 川又優菜   |                       | 元pin MiKER!                                  |
| 工藤理子   |                       | 元pin MiKER!                                  |
| 諸葛望愛   |                       |                                               |
| 曽川咲葵   |                       |                                               |
| 濵田響     |                       |                                               |
| 元メンバー |                       |                                               |
| 薮下楓     |                       | 初代ユニットリーダー 2021年8月8日卒業         |
| 今泉美利愛 |                       | 元pin MiKER! 2021年10月30日活動辞退           |
| 南有梨菜   |                       | 元pin MiKER! 2021年10月30日活動辞退           |
| 矢野帆夏   |                       | 2代目ユニットリーダー 2022年9月23日卒業       |
| 田中美帆   | 勝手に!四国観光大使   | 元pin MiKER! 2023年3月26日卒業                |
| 瀧野由美子 |                       | 2023年11月30日卒業                            |
| 沖侑果     | 勝手に!四国観光大使   | 2024年4月20日卒業 3代目ユニットリーダー       |
| 甲斐心愛   |                       | 2024年5月31日卒業 2024年6月1日からKLP48へ移籍 |
| 井出叶     |                       | 2025年4月20日卒業                             |

### 課外活動（初代）

#### 旧・せとまいく
せとまいくは、「MC」をテーマに活動するユニットである。
| 名前       | 兼任元              | 備考              |
| ---------- | ------------------- | ----------------- |
| 新谷野々花 |                     |                   |
| 矢野帆夏   |                     | 当時リーダー代理  |
| 薮下楓     |                     | 当時リーダー      |
| 沖侑果     |                     |                   |
| 甲斐心愛   | 瀬戸7               | 2019年7月2日加入  |
| 信濃宙花   | 瀬戸7               | 2019年5月26日加入 |
| 中村舞     | 勝手に!四国観光大使 | 2019年6月8日加入  |
| 元メンバー |                     |                   |
| 佐野遥     |                     | 2019年4月13日卒業 |
| 市岡愛弓   |                     | 2019年8月11日卒業 |

#### 旧・Charming Trip
Charming Trip（チャーミングトリップ）は、「女子旅」をテーマに活動するユニットである。
| 名前       | 兼任元     | 備考                            |
| ---------- | ---------- | ------------------------------- |
| 石田千穂   |            | 当時2代目リーダー               |
| 石田みなみ |            |                                 |
| 岩田陽菜   |            |                                 |
| 新谷野々花 | せとまいく | 2019年6月15日加入               |
| 田中皓子   |            |                                 |
| 峯吉愛梨沙 | STUDIO     | 2019年10月6日加入               |
| 元メンバー |            |                                 |
| 門田桃奈   |            | 2019年8月11日卒業               |
| 土路生優里 |            | 初代リーダー 2019年10月30日卒業 |

#### 旧・勝手に!四国観光大使
勝手に!四国観光大使（かってに しこくかんこうたいし）は、「四国」をテーマに活動するユニットである。
| 名前       | 兼任元        | 備考               |
| ---------- | ------------- | ------------------ |
| 榊美優     |               |                    |
| 谷口茉妃菜 |               |                    |
| 兵頭葵     |               |                    |
| 福田朱里   |               | 当時リーダー       |
| 中村舞     |               |                    |
| 元メンバー |               |                    |
| 門田桃奈   | Charming Trip | 2019年8月11日卒業  |
| 三島遥香   | 瀬戸7         | 2019年12月8日卒業  |
| 森香穂     |               | 2019年12月12日卒業 |

#### 旧・STUDIO
STUDIO（スタジオ）は、「パフォーマンス」をテーマに活動するユニットである。
| 名前       | 備考              |
| ---------- | ----------------- |
| 今村美月   | 当時リーダー      |
| 大谷満理奈 |                   |
| 門脇実優菜 |                   |
| 峯吉愛梨沙 |                   |
| 元メンバー |                   |
| 菅原早記   | 2019年5月6日卒業  |
| 由良朱合   | 2019年8月11日卒業 |
| 磯貝花音   | 2020年5月10日卒業 |

#### 旧・瀬戸7
瀬戸7（せとセブン）は、「スポーツ」をテーマに活動するユニットである。
| 名前       | 兼任元 | 備考                           |
| ---------- | ------ | ------------------------------ |
| 甲斐心愛   |        |                                |
| 瀧野由美子 |        |                                |
| 森下舞羽   |        |                                |
| 信濃宙花   |        |                                |
| 元メンバー |        |                                |
| 溝口亜以子 |        | 2019年3月10日活動辞退          |
| 三島遥香   | 瀬戸7  | 2019年12月8日卒業              |
| 藤原あずさ |        | 初代リーダー 2020年3月10日卒業 |

## センターポジション
備考欄において、★は初のセンターポジション、■はグループ在籍時最後のシングル表題曲のセンターポジションを示す。
シングル表題曲のセンターポジションは下表のとおり。
|    | シングル                   | センター                       | 備考 | 脚注        |
| -- | -------------------------- | ------------------------------ | ---- | ----------- |
| 1  | 暗闇                       | 瀧野由美子                     | ★    |             |
| 2  | 風を待つ                   | 瀧野由美子                     |      |             |
| 3  | 大好きな人                 | 瀧野由美子                     |      |             |
| 4  | 無謀な夢は覚めることがない | 瀧野由美子                     |      |             |
| 5  | 思い出せる恋をしよう       | 瀧野由美子（1・ドラフト3期生） |      |             |
| 5  | 思い出せる恋をしよう       | 立仙百佳（2期生）              | ★    |             |
| 6  | 独り言で語るくらいなら     | 石田千穂                       | ★    |             |
| 7  | ヘタレたちよ               | 瀧野由美子                     |      |             |
| 8  | 花は誰のもの?              | 石田千穂                       |      | [ 注釈 19 ] |
| 8  | 花は誰のもの?              | 瀧野由美子                     |      | [ 注釈 19 ] |
| 8  | 花は誰のもの?              | 中村舞                         | ★    | [ 注釈 19 ] |
| 9  | 息をする心                 | 石田千穂                       |      |             |
| 10 | 君は何を後悔するのか?      | 瀧野由美子                     | ■    |             |
| 11 | 地平線を見ているか?        | 曽川咲葵                       | ★    |             |
| 12 | 傷つくことが青春だ         | 高雄さやか                     | ★    |             |

## オーディション
合格者のうち太字となっているのは2025年4月21日現在、在籍しているメンバー。

### 第1期生オーディション
告知ポスターにおけるキャッチコピーは「瀬戸内から、AKB総選挙1位を出そう。」となっていた。
募集要項
- 応募資格
  - 満12歳〜満22歳までの女子（2017年2月5日時点の年齢）
  - 審査過程において、テレビ・WEB・その他媒体にて出演可能な方
  - 現在、芸能事務所やモデル事務所に所属していない方
  - 経験不問
  - 合格した場合、広島市内を拠点とすることができ、STU48劇場（仮名称）に日常的に出演できる方
  - 合格した場合、STU48所属事務所と専属契約を交わすことができる方

- 応募期間：2017年1月16日 - 2月5日
- 1次審査 - 書類審査：応募総数8,061名
- 2次審査 - 自己PR：合格者102名
  - 山口県（2017年2月18日、周南市・RISING HALL）：参加者79名→合格者15名
  - 広島県（2017年2月18日、広島市中区・広島国際会議場）：参加者82名→合格者18名
  - 香川県（2017年2月19日、高松市）：参加者79名→合格者13名
  - 愛媛県（2017年2月19日、松山市・キティビル）：参加者87名→合格者17名
  - 兵庫県（2017年2月25日、神戸市中央区・ジーベックホール）：参加者112名→合格者16名
  - 岡山県（2017年2月26日、岡山市）：参加者85名→合格者12名
  - 徳島県（2017年2月26日、徳島市・あわぎんホール）：参加者75名→合格者10名

- SHOWROOM部門（2017年3月10日17時00分 - 3月15日20時00分） - ストリーミングサービスSHOWROOMにおける自己アピール配信
  - 受験者は名前や年齢などを公表せずにエントリーナンバーで名乗り、一部の受験者は顔出しをせずに配信する。また、当イベントには受験者全員が参加しているわけではない。当イベントでの配信内容、獲得ポイント数、順位などは審査の重要な参考資料とされるが、直接は合否に関係しない。

- 最終審査 - ダンス・歌唱（2017年3月19日、広島市中区・NTTクレドホール）：合格者44名

合格者（31名）
石田千穂、石田みなみ、磯貝花音、市岡愛弓、今村美月、岩田陽菜、大谷満理奈、尾﨑舞美、甲斐心愛（KLP48へ移籍）、門田桃奈、門脇実優菜、黒岩唯、榊美優、佐野遥、塩井日奈子、新谷野々花、菅原早記、瀧野由美子、田中皓子、谷口茉妃菜、張織慧、土路生優里、兵頭葵、福田朱里、藤原あずさ、三島遥香、峯吉愛梨沙、森香穂、森下舞羽、矢野帆夏、薮下楓

#### STU48 絶景オーディション
第1期生オーディションでは、画像共有サービスInstagramによるオーディションが同時開催された。応募方法は、瀬戸内7県で美しいと感じる絶景を背景に自身の写真を撮影し、Instagramでハッシュタグ「#STU48絶景オーディション」をつけて投稿する。#地域名や、地元愛のあるコメントなどもつけられる。特に素晴らしい写真の投稿者には、第1期生公式オーディション1次審査への招待メッセージが届けられる。また、このオーディションには通常のオーディションとの重複応募も可能であった。
募集要項
- 応募期間：2017年1月20日 - 2月5日[242]

### 第2期生オーディション
第2期生オーディションでは、「瀬戸内セミナー」が別途開催され、最終審査はファン投票によりメンバーが選出される。
応募要項
- 募集資格
  - 満12歳〜満22歳までの女子（2019年9月2日時点の年齢）
  - 審査過程において、テレビ・WEB・その他媒体にて出演可能な方
  - 合格した場合、広島市及びその近郊に居住することができ、船上劇場「STU48号」に日常的に出演できる方（中学生は、保護者とともに広島市及びその近郊に居住していただける方）
  - 合格した場合、STU48の所属事務所と専属契約を交わすことができる方
  - 経験不問

- 応募期間：2019年8月5日 - 9月2日
- 1次審査 - 書類審査
- 2次審査 - 自己PR：合格者111名
  - 9月23日 広島県広島市
  - 9月28日 香川県高松市
  - 9月29日 兵庫県神戸市

- SHOWROOM部門（2019年10月15日17時00分 - 10月22日19時59分） - ストリーミングサービスSHOWROOMによる配信
- 最終審査（2019年10月27日、広島県広島市・NTTクレドホール）：参加者86名

STU48 第2期生オーディション最終審査〜少女の夢の扉を開けるのはアナタだ！〜
最終審査はファン投票となり、STU48オフィシャル無料メールマガジン登録者およびTwitter上での投票で上位20名、STU48 MobileあるいはSTU48 Mail（WEB版）登録者による当日投票で特別枠5名を選出する。
- 投票期間
  - STU48無料メールマガジン登録者：2019年10月13日12時 - 10月27日14時（1日1票）
  - Twitter：2019年10月13日 - 10月26日23時59分（1いいね・1リツイートにつき各1票、「いいね数+リツイート数」の10分の1を得票数として加算）
  - 特別枠：2019年10月27日当日審査時間内30分間

STU48 第2期生オーディション企画「瀬戸内セミナー」開催概要
- 応募資格：満10歳〜満22歳までの女子（2019年9月2日時点の年齢）
- セミナー日程
  - 8月21日 広島県広島市／広島港・STU48号
  - 8月23日 香川県高松市／高松港・STU48号
  - 8月24日 兵庫県神戸市／神戸港・STU48号
  - 8月25日 東京都港区某所

- 応募期間：2019年8月5日 - 8月13日

合格者（25名→24名）
| 順位   | No. | 名前             | 得票数 | 中間 順位 |
| ------ | --- | ---------------- | ------ | --------- |
| 1位    | 108 | 小島愛子         | 5005票 | 圏外      |
| 2位    | 49  | 近藤ありす       | 4983票 | 圏外      |
| 3位    | 39  | 工藤理子         | 4135票 | 圏外      |
| 4位    | 44  | 宗雪里香         | 3758票 | 1位       |
| 5位    | 34  | 高雄さやか       | 3160票 | 圏外      |
| 6位    | 63  | 池田裕楽         | 3140票 | 23位      |
| 7位    | 18  | 吉崎凜子         | 3096票 | 22位      |
| 8位    | 25  | 今泉美利愛       | 3023票 | 24位      |
| 9位    | 81  | 清水紗良         | 2839票 | 11位      |
| 10位   | 98  | 尾崎世里花       | 2804票 | 13位      |
| 11位   | 21  | 立仙百佳         | 2376票 | 2位       |
| 12位   | 76  | 田村菜月         | 2302票 | 25位      |
| 13位   | 24  | 吉田彩良         | 2210票 | 3位       |
| 14位   | 40  | 原田清花         | 2171票 | 9位       |
| 15位   | 68  | 南有梨菜         | 2100票 | 4位       |
| 16位   | 37  | 鈴木彩夏         | 2038票 | 圏外      |
| 17位   | 3   | 迫姫華           | 2010票 | 17位      |
| 18位   | 88  | 川又あん奈       | 1929票 | 8位       |
| 19位   | 52  | 前村姫亜（辞退） | 1928票 | 圏外      |
| 20位   | 22  | 田中美帆         | 1899票 | 7位       |
| 特別枠 |     |                  |        |           |
| 1位    | 23  | 田口玲佳         | 299票  | 5位       |
| 2位    | 102 | 内海里音         | 292票  | 12位      |
| 3位    | 7   | 中廣弥生         | 190票  | 圏外      |
| 4位    | 89  | 川又優菜         | 182票  | 20位      |
| 5位    | 38  | 渡辺菜月         | 143票  | 圏外      |

### STU48×ASH New Wave Project
STU48×ASH 限定オーディション企画では、アクターズスクール広島の地元テレビ局である『TSSテレビ新広島』の地域で盛り上げるプロジェクト。
応募要項
- 募集資格
  - 満12歳〜満20歳までの女子（2021年11月1日時点の年齢）

- 1次審査（2021年11月下旬）
- 2次審査（2021年12月）
- SHOWROOM部門（2021年12月15日 - 26日）
- 最終審査（2022年1月 - 2月27日）

合格者（4名）
岡田あずみ、岡村梨央、久留島優果、諸葛望愛

### 第3期生オーディション
第3期生オーディションが開催される。
応募要項
- 募集資格
  - 満12歳〜満20歳までの女子（2022年11月10日時点の年齢）
  - 審査過程において、テレビ・WEB・その他媒体にて出演可能な方
  - 合格した場合、広島市及びその近郊に居住することができ、公演に日常的に出演できる方
  - 合格した場合、STU48の所属事務所と専属契約を交わすことができる方
  - 経験不問
  - 2次審査以降の審査にもご参加いただける方

- 応募期間：2022年11月10日 - 12月9日
- 1次審査 - 書類審査
- 2次審査 - 面接審査
  - 2023年1月8日 広島県某所
  - 2023年1月15日 広島県某所

- SHOWROOM部門（2023年2月1日17時00分 - 2月18日19時59分） - ストリーミングサービスSHOWROOMによる配信
- 最終審査（2023年2月中旬、広島県広島市某所）

合格者（14名）
新井梨杏、石原侑奈、井出叶、岩﨑春望、奥田唯菜、梶原未羽、壁島結華、北澤苺、清水りさ子、曽川咲葵、長谷川乃彩、濵田響、藤井里詠、森末妃奈

### 第4期生オーディション
第4期生オーディションが開催される。
応募要項
- 募集資格
  - 満12歳〜満24歳までの女子（2001年4月2日〜2014年4月1日）
  - 審査過程において、テレビ・WEB・その他媒体にて出演可能な方
  - 合格した場合、広島市及びその近郊に居住することができ、公演に日常的に出演できる方
  - 合格した場合、STU48の所属事務所と専属契約を交わすことができる方
  - 経験不問
  - 2次審査以降の審査にもご参加いただける方

- 応募期間：2025年4月5日 - 5月8日
- 1次審査 - 書類審査
- 2次審査 - 面接審査
  - 2025年5月31日 広島会場
  - 2025年6月1日 高松会場
  - 2025年6月7日 神戸会場

- 追加：募集資格
  - 募集資格と同様

- 応募期間：2025年6月8日 - 6月14日
- 予選：〈ライブ配信審査〉
- 決勝：〈ライブ配信審査〉
- SHOWROOM部門（2025年6月29日9時00分 - 7月3日19時59分） - ストリーミングサービスSHOWROOMによる配信
- 最終審査：（7月5日、広島県広島市某所）

### AKB48グループ ドラフト会議

#### 第3回
2018年1月21日ドラフト会議開催、候補者68名中被指名者55名、うちSTU48から5名が指名された。
指名を受けた候補者（数字は指名順位）
STU48：中村舞（1）、沖侑果（2）、由良朱合（3）、溝口亜以子（4）、信濃宙花（5）

## 作品
STU48の楽曲はAKB48関連の楽曲一覧参照。
以下における「最高位」の記述はオリコン週間チャート最高位。

### シングル
| 枚                                 | リリース                           | タイトル                           | 最高位                             | 販売形態                           | 規格品番                           | 形態                               |
| You, Be Cool!/KING RECORDSレーベル | You, Be Cool!/KING RECORDSレーベル | You, Be Cool!/KING RECORDSレーベル | You, Be Cool!/KING RECORDSレーベル | You, Be Cool!/KING RECORDSレーベル | You, Be Cool!/KING RECORDSレーベル | You, Be Cool!/KING RECORDSレーベル |
| ---------------------------------- | ---------------------------------- | ---------------------------------- | ---------------------------------- | ---------------------------------- | ---------------------------------- | ---------------------------------- |
| 1                                  | 2018年1月31日                      | 暗闇                               | 1位                                | CD+DVD                             | KIZM-525/6                         | Type A                             |
| 1                                  | 2018年1月31日                      | 暗闇                               | 1位                                | CD+DVD                             | KIZM-527/8                         | Type B                             |
| 1                                  | 2018年1月31日                      | 暗闇                               | 1位                                | CD+DVD                             | KIZM-529/30                        | Type C                             |
| 1                                  | 2018年1月31日                      | 暗闇                               | 1位                                | CD+DVD                             | KIZM-531/2                         | Type D                             |
| 1                                  | 2018年1月31日                      | 暗闇                               | 1位                                | CD+DVD                             | KIZM-533/4                         | Type E                             |
| 1                                  | 2018年1月31日                      | 暗闇                               | 1位                                | CD+DVD                             | KIZM-535/6                         | Type F                             |
| 1                                  | 2018年1月31日                      | 暗闇                               | 1位                                | CD+DVD                             | KIZM-537/8                         | Type G                             |
| 1                                  | 2018年1月31日                      | 暗闇                               | 1位                                | CD                                 | NMAX-1289                          | 劇場盤                             |
| 2                                  | 2019年2月13日                      | 風を待つ                           | 1位                                | CD+DVD                             | KIZM-90567/8                       | Type A 初回限定盤                  |
| 2                                  | 2019年2月13日                      | 風を待つ                           | 1位                                | CD+DVD                             | KIZM-90569/70                      | Type B 初回限定盤                  |
| 2                                  | 2019年2月13日                      | 風を待つ                           | 1位                                | CD+DVD                             | KIZM-90571/2                       | Type C 初回限定盤                  |
| 2                                  | 2019年2月13日                      | 風を待つ                           | 1位                                | CD+DVD                             | KIZM-90573/4                       | Type D 初回限定盤                  |
| 2                                  | 2019年2月13日                      | 風を待つ                           | 1位                                | CD+DVD                             | KIZM-567/8                         | Type A 通常盤                      |
| 2                                  | 2019年2月13日                      | 風を待つ                           | 1位                                | CD+DVD                             | KIZM-569/70                        | Type B 通常盤                      |
| 2                                  | 2019年2月13日                      | 風を待つ                           | 1位                                | CD+DVD                             | KIZM-571/2                         | Type C 通常盤                      |
| 2                                  | 2019年2月13日                      | 風を待つ                           | 1位                                | CD+DVD                             | KIZM-573/4                         | Type D 通常盤                      |
| 2                                  | 2019年2月13日                      | 風を待つ                           | 1位                                | CD                                 | NMAX-1305                          | 劇場盤                             |
| 3                                  | 2019年7月31日                      | 大好きな人                         | 1位                                | CD+DVD                             | KIZM-90623/4                       | Type A 初回限定盤                  |
| 3                                  | 2019年7月31日                      | 大好きな人                         | 1位                                | CD+DVD                             | KIZM-90625/6                       | Type B 初回限定盤                  |
| 3                                  | 2019年7月31日                      | 大好きな人                         | 1位                                | CD+DVD                             | KIZM-90627/8                       | Type C 初回限定盤                  |
| 3                                  | 2019年7月31日                      | 大好きな人                         | 1位                                | CD+DVD                             | KIZM-90629/30                      | Type D 初回限定盤                  |
| 3                                  | 2019年7月31日                      | 大好きな人                         | 1位                                | CD+DVD                             | KIZM-623/4                         | Type A 通常盤                      |
| 3                                  | 2019年7月31日                      | 大好きな人                         | 1位                                | CD+DVD                             | KIZM-625/6                         | Type B 通常盤                      |
| 3                                  | 2019年7月31日                      | 大好きな人                         | 1位                                | CD+DVD                             | KIZM-627/8                         | Type C 通常盤                      |
| 3                                  | 2019年7月31日                      | 大好きな人                         | 1位                                | CD+DVD                             | KIZMv-629/30                       | Type D 通常盤                      |
| 3                                  | 2019年7月31日                      | 大好きな人                         | 1位                                | CD                                 | NMAX-1334                          | 劇場盤                             |
| 4                                  | 2020年1月29日                      | 無謀な夢は覚めることがない         | 1位                                | CD+DVD                             | KIZM-90653/4                       | Type A 初回限定盤                  |
| 4                                  | 2020年1月29日                      | 無謀な夢は覚めることがない         | 1位                                | CD+DVD                             | KIZM-90655/6                       | Type B 初回限定盤                  |
| 4                                  | 2020年1月29日                      | 無謀な夢は覚めることがない         | 1位                                | CD+DVD                             | KIZM-90657/8                       | Type C 初回限定盤                  |
| 4                                  | 2020年1月29日                      | 無謀な夢は覚めることがない         | 1位                                | CD+DVD                             | KIZM-653/4                         | Type A 通常盤                      |
| 4                                  | 2020年1月29日                      | 無謀な夢は覚めることがない         | 1位                                | CD+DVD                             | KIZM-655/6                         | Type B 通常盤                      |
| 4                                  | 2020年1月29日                      | 無謀な夢は覚めることがない         | 1位                                | CD+DVD                             | KIZM-657/8                         | Type C 通常盤                      |
| 4                                  | 2020年1月29日                      | 無謀な夢は覚めることがない         | 1位                                | CD                                 | NMAX-1335                          | 劇場盤                             |
| 5                                  | 2020年9月2日                       | 思い出せる恋をしよう               | 1位                                | CD+DVD                             | KIZM-90667/8                       | Type A 初回限定盤                  |
| 5                                  | 2020年9月2日                       | 思い出せる恋をしよう               | 1位                                | CD+DVD                             | KIZM-90669/70                      | Type B 初回限定盤                  |
| 5                                  | 2020年9月2日                       | 思い出せる恋をしよう               | 1位                                | CD+DVD                             | KIZM-667/8                         | Type A 通常盤                      |
| 5                                  | 2020年9月2日                       | 思い出せる恋をしよう               | 1位                                | CD+DVD                             | KIZM-669/70                        | Type B 通常盤                      |
| 5                                  | 2020年9月2日                       | 思い出せる恋をしよう               | 1位                                | CD                                 | NMAX-1352                          | 劇場盤                             |
| 6                                  | 2021年2月17日                      | 独り言で語るくらいなら             | 2位                                | CD+DVD                             | KIZM-90681/2                       | Type A 初回限定盤                  |
| 6                                  | 2021年2月17日                      | 独り言で語るくらいなら             | 2位                                | CD+DVD                             | KIZM-90683/4                       | Type B 初回限定盤                  |
| 6                                  | 2021年2月17日                      | 独り言で語るくらいなら             | 2位                                | CD+DVD                             | KIZM-681/2                         | Type A 通常盤                      |
| 6                                  | 2021年2月17日                      | 独り言で語るくらいなら             | 2位                                | CD+DVD                             | KIZM-683/4                         | Type B 通常盤                      |
| 6                                  | 2021年2月17日                      | 独り言で語るくらいなら             | 2位                                | CD                                 | NMAX-1366                          | 劇場盤                             |
| 7                                  | 2021年10月20日                     | ヘタレたちよ                       | 1位                                | CD+DVD                             | KIZM-90705/6                       | Type A 初回限定盤                  |
| 7                                  | 2021年10月20日                     | ヘタレたちよ                       | 1位                                | CD+DVD                             | KIZM-90707/8                       | Type B 初回限定盤                  |
| 7                                  | 2021年10月20日                     | ヘタレたちよ                       | 1位                                | CD+DVD                             | KIZM-705/6                         | Type A 通常盤                      |
| 7                                  | 2021年10月20日                     | ヘタレたちよ                       | 1位                                | CD+DVD                             | KIZM-707/8                         | Type B 通常盤                      |
| 7                                  | 2021年10月20日                     | ヘタレたちよ                       | 1位                                | CD                                 | NMAX-1375                          | 劇場盤                             |
| 8                                  | 2022年4月13日                      | 花は誰のもの?                      | 2位                                | CD+DVD                             | KIZM-90721/2                       | Type A 初回限定盤                  |
| 8                                  | 2022年4月13日                      | 花は誰のもの?                      | 2位                                | CD+DVD                             | KIZM-90723/4                       | Type B 初回限定盤                  |
| 8                                  | 2022年4月13日                      | 花は誰のもの?                      | 2位                                | CD+DVD                             | KIZM-721/2                         | Type A 通常盤                      |
| 8                                  | 2022年4月13日                      | 花は誰のもの?                      | 2位                                | CD+DVD                             | KIZM-723/4                         | Type B 通常盤                      |
| 8                                  | 2022年4月13日                      | 花は誰のもの?                      | 2位                                | CD                                 | NMAX-1383                          | 劇場盤                             |
| 8                                  | 2022年11月2日                      | 花は誰のもの?                      | 2位                                | CD                                 | NMAX-1404                          | 劇場盤 Extra Edition               |
| 9                                  | 2023年3月15日                      | 息をする心                         | 2位                                | CD+DVD                             | KIZM-90761/2                       | Type A 初回限定盤                  |
| 9                                  | 2023年3月15日                      | 息をする心                         | 2位                                | CD+DVD                             | KIZM-90763/4                       | Type B 初回限定盤                  |
| 9                                  | 2023年3月15日                      | 息をする心                         | 2位                                | CD+DVD                             | KIZM-761/2                         | Type A 通常盤                      |
| 9                                  | 2023年3月15日                      | 息をする心                         | 2位                                | CD+DVD                             | KIZM-763/4                         | Type B 通常盤                      |
| 9                                  | 2023年3月15日                      | 息をする心                         | 2位                                | CD                                 | NMAX-1409                          | 劇場盤                             |
| 10                                 | 2023年11月15日                     | 君は何を後悔するのか?              | 1位                                | CD+DVD                             | KIZM-90787/8                       | Type A 初回限定盤                  |
| 10                                 | 2023年11月15日                     | 君は何を後悔するのか?              | 1位                                | CD+DVD                             | KIZM-90789/90                      | Type B 初回限定盤                  |
| 10                                 | 2023年11月15日                     | 君は何を後悔するのか?              | 1位                                | CD+DVD                             | KIZM-787/8                         | Type A 通常盤                      |
| 10                                 | 2023年11月15日                     | 君は何を後悔するのか?              | 1位                                | CD+DVD                             | KIZM-789/90                        | Type B 通常盤                      |
| 10                                 | 2023年11月15日                     | 君は何を後悔するのか?              | 1位                                | CD                                 | NMAX-1423                          | 劇場盤                             |
| 11                                 | 2025年1月15日                      | 地平線を見ているか?                | 1位                                | CD+Blu-ray                         | KIZM-90811/2                       | Type A 初回限定盤                  |
| 11                                 | 2025年1月15日                      | 地平線を見ているか?                | 1位                                | CD+Blu-ray                         | KIZM-90813/4                       | Type B 初回限定盤                  |
| 11                                 | 2025年1月15日                      | 地平線を見ているか?                | 1位                                | CD+Blu-ray                         | KIZM-811/2                         | Type A 通常盤                      |
| 11                                 | 2025年1月15日                      | 地平線を見ているか?                | 1位                                | CD+Blu-ray                         | KIZM-813/4                         | Type B 通常盤                      |
| 11                                 | 2025年1月15日                      | 地平線を見ているか?                | 1位                                | CD                                 | NMAX-1437                          | 劇場盤                             |
| 12                                 | 2025年8月27日                      | 傷つくことが青春だ                 | TBA                                | CD+Blu-ray                         | KIZM-90827/8                       | Type A 初回限定盤                  |
| 12                                 | 2025年8月27日                      | 傷つくことが青春だ                 | TBA                                | CD+Blu-ray                         | KIZM-90829/30                      | Type B 初回限定盤                  |
| 12                                 | 2025年8月27日                      | 傷つくことが青春だ                 | TBA                                | CD+Blu-ray                         | KIZM-827/8                         | Type A 通常盤                      |
| 12                                 | 2025年8月27日                      | 傷つくことが青春だ                 | TBA                                | CD+Blu-ray                         | KIZM-829/30                        | Type B 通常盤                      |
| 12                                 | 2025年8月27日                      | 傷つくことが青春だ                 | TBA                                | CD                                 | NMAX-1444                          | 劇場盤                             |

#### 参加シングル
AKB48
- 兼任メンバーのみが参加しているカップリング曲は記載していない。

| リリース       | タイトル               | 参加曲                 | 名義                       | メンバー                       |
| -------------- | ---------------------- | ---------------------- | -------------------------- | ------------------------------ |
| 2017年8月30日  | #好きなんだ            | #好きなんだ            |                            | 岡田、指原                     |
| 2017年8月30日  | #好きなんだ            | プライベートサマー     | SHOWROOM選抜               | 佐野、福田、森                 |
| 2017年11月22日 | 11月のアンクレット     | 11月のアンクレット     |                            | 岡田、指原、瀧野               |
| 2017年11月22日 | 11月のアンクレット     | 法定速度と優越感       | U-17選抜                   | 岩田、薮下                     |
| 2018年3月14日  | ジャーバージャ         | ジャーバージャ         |                            | 岡田、瀧野                     |
| 2018年5月30日  | Teacher Teacher        | Teacher Teacher        |                            | 岡田、瀧野                     |
| 2018年9月19日  | センチメンタルトレイン | センチメンタルトレイン |                            | 岡田                           |
| 2018年9月19日  | センチメンタルトレイン | ひと夏の出来事         | アップカミングガールズ     | 瀧野                           |
| 2018年9月19日  | センチメンタルトレイン | 波が伝えるもの         | 第10回世界選抜総選挙記念枠 | 石田千                         |
| 2018年9月19日  | センチメンタルトレイン | “好き”のたね           | SHOWROOM選抜               | 石田千、今村、沖、土路生、福田 |
| 2018年9月19日  | センチメンタルトレイン | 百合を咲かせるか?      |                            | 瀧野                           |
| 2018年11月28日 | NO WAY MAN             | NO WAY MAN             |                            | 岡田、瀧野                     |
| 2018年11月28日 | NO WAY MAN             | それでも彼女は         | 大人選抜2018               | 田中                           |
| 2018年11月28日 | NO WAY MAN             | おはようから始まる世界 | U-19選抜2018               | 中村、薮下                     |
| 2018年11月28日 | NO WAY MAN             | 最強ツインテール       | U-16選抜2018               | 石田千、市岡、岩田、門脇       |
| 2019年3月13日  | ジワるDAYS             | ジワるDAYS             |                            | 岡田、瀧野                     |
| 2019年3月13日  | ジワるDAYS             | 初恋ドア               | 坂道AKB                    | 瀧野                           |
| 2019年3月13日  | ジワるDAYS             | 屋上から叫ぶ           | Sucheese                   | 石田千                         |
| 2019年9月18日  | サステナブル           | サステナブル           |                            | 石田千、岡田、瀧野             |
| 2019年9月18日  | サステナブル           | モニカ、夜明けだ       | 48グループNEXT12           | 今村、岩田                     |
| 2020年3月18日  | 失恋、ありがとう       | 失恋、ありがとう       |                            | 岡田、瀧野                     |
| 2020年3月18日  | 失恋、ありがとう       | 思い出マイフレンド     | 1st Campus                 | 石田千、薮下                   |
| 2020年3月18日  | 失恋、ありがとう       | 愛する人               |                            | 石田千、岡田、瀧野             |

### 配信楽曲
| リリース      | タイトル                   | レーベル       | 備考                                     |
| ------------- | -------------------------- | -------------- | ---------------------------------------- |
| 2018年4月22日 | 夢力                       | キングレコード | CGB41名義                                |
| 2022年7月31日 | 夏の“好き”はご用心         |                | 公演「花は誰のもの？」にて初披露した楽曲 |
| 2022年7月31日 | そして人間は無力と思い知る |                | 公演「花は誰のもの？」にて初披露した楽曲 |

### オリジナル楽曲
STU48名義でない作品の収録曲。
|   | リリース       | タイトル               | 収録作品                    |
| - | -------------- | ---------------------- | --------------------------- |
| 1 | 2017年5月31日  | 瀬戸内の声             | AKB48「願いごとの持ち腐れ」 |
| 2 | 2017年11月22日 | 思い出せてよかった     | AKB48「11月のアンクレット」 |
| 3 | 2018年3月14日  | ペダルと車輪と来た道と | AKB48「ジャーバージャ」     |

### アルバム
| 枚                                 | リリース                           | タイトル                           | 最高位                             | 販売形態                           | 規格品番                           | 形態                               |
| You, Be Cool!/KING RECORDSレーベル | You, Be Cool!/KING RECORDSレーベル | You, Be Cool!/KING RECORDSレーベル | You, Be Cool!/KING RECORDSレーベル | You, Be Cool!/KING RECORDSレーベル | You, Be Cool!/KING RECORDSレーベル | You, Be Cool!/KING RECORDSレーベル |
| ---------------------------------- | ---------------------------------- | ---------------------------------- | ---------------------------------- | ---------------------------------- | ---------------------------------- | ---------------------------------- |
| 1                                  | 2024年6月12日                      | 懐かしい明日                       | 2位                                | CD+Blu-ray                         | KIZC-757/8                         | Type A                             |
| 1                                  | 2024年6月12日                      | 懐かしい明日                       | 2位                                | CD+Blu-ray                         | KIZC-759/10                        | Type B                             |
| 1                                  | 2024年6月12日                      | 懐かしい明日                       | 2位                                | CD                                 | NKCD-10509                         | 劇場盤                             |

#### 参加アルバムAKB48
- 僕たちは、あの日の夜明けを知っている（2018年1月24日）

### 映像作品

#### コンサート・ツアー
| リリース      | タイトル                                                                                        | レーベル                   | 規格品番   | 形態・備考  |
| ------------- | ----------------------------------------------------------------------------------------------- | -------------------------- | ---------- | ----------- |
| 2019年11月6日 | STU48 2nd Anniversary                                                                           | You, Be Cool!/KING RECORDS | KIXM-401   | Blu-ray BOX |
| 2019年11月6日 | STU48 2nd Anniversary                                                                           | You, Be Cool!/KING RECORDS | KIBM-817/8 | DVD-BOX     |
| 2022年1月26日 | STU48 2期研究生 夏の瀬戸内ツアー〜昇格への道・決戦は日曜日〜 STU48 2021夏ツアー打ち上げ?祭 (仮) | You, Be Cool!/KING RECORDS | KIXM 477/8 | Blu-ray     |
| 2022年1月26日 | STU48 2期研究生 夏の瀬戸内ツアー〜昇格への道・決戦は日曜日〜                                    | You, Be Cool!/KING RECORDS | KIBM-894   | DVD         |
| 2022年1月26日 | STU48 2021夏ツアー打ち上げ?祭 (仮)                                                              | You, Be Cool!/KING RECORDS | KIBM-895   | DVD         |

#### バラエティ
| リリース      | タイトル                        | レーベル                            | 規格品番   | 形態・備考              |
| ------------- | ------------------------------- | ----------------------------------- | ---------- | ----------------------- |
| 2019年3月29日 | STU48のセトビンゴ!              | バップ                              | VPXF-71598 | Blu-ray BOX             |
| 2019年3月29日 | STU48のセトビンゴ!              | バップ                              | VPBF-14726 | DVD-BOX（初回生産限定） |
| 2019年4月24日 | STU↗でんつ!神回スペシャル Vol.1 | 広島テレビ放送/TCエンタテインメント | HTVBD-0006 | Blu-ray                 |

### ミュージック・ビデオ
| 年   | タイトル | 監督     | 収録作品・出自                            | 備考                         |
| ---- | --- | -------- | ----------------------------------------- | ---------------------------- |
| 2017 | 「瀬戸内の声」                                                                                                | 中野裕之 | YouTube / 1stシングル「暗闇」             |                              |
| 2017 | 「思い出せてよかった」                                                                                        | 大野敏嗣 | AKB48 50thシングル「11月のアンクレット」  |                              |
| 2018 | 「暗闇」 | 枝優花   | 1stシングル「暗闇」                       |                              |
| 2018 | 「STU48瀬戸内7県ツアー 〜はじめまして、STU48です。〜 連続長編ライブドキュメンタリーシリーズ」ダイジェスト映像 | 金井塚元 | YouTube                                   | [ 注釈 21 ]                  |
| 2018 | 「ペダルと車輪と来た道と」                                                                                    | 大野敏嗣 | AKB48 51stシングル「ジャーバージャ」      |                              |
| 2019 | 「風を待つ」                                                                                                  | 三石直和 | 2ndシングル「風を待つ」                   | take-9 正規MV                |
| 2019 | 「風を待つ」                                                                                                  | 三石直和 | 2ndシングル「風を待つ」                   | take-4                       |
| 2019 | 「風を待つ」                                                                                                  | 三石直和 | 2ndシングル「風を待つ」                   | take-5                       |
| 2019 | 「風を待つ」                                                                                                  | 三石直和 | 2ndシングル「風を待つ」                   | take-6                       |
| 2019 | 「風を待つ」                                                                                                  | 三石直和 | MV特設サイト (YouTube)                    | take-1                       |
| 2019 | 「風を待つ」                                                                                                  | 三石直和 | MV特設サイト (YouTube)                    | take-2                       |
| 2019 | 「風を待つ」                                                                                                  | 三石直和 | MV特設サイト (YouTube)                    | take-8                       |
| 2019 | 「風を待つ」                                                                                                  | 三石直和 | MV特設サイト (YouTube)                    | take-10                      |
| 2019 | 「出航」 | 荒船泰廣 | 2ndシングル「風を待つ」                   |                              |
| 2019 | 「大好きな人」                                                                                                | 中村太洸 | 3rdシングル「大好きな人」                 |                              |
| 2019 | 「海の色を知っているか？」                                                                                    | 北平誠治 | 3rdシングル「大好きな人」                 |                              |
| 2020 | 「無謀な夢は覚めることがない」                                                                                | 児山隆   | 4thシングル「無謀な夢は覚めることがない」 |                              |
| 2020 | 「思い出せる恋をしよう」                                                                                      | 森田亮   | YouTube                                   | MIX ver.                     |
| 2020 | 「思い出せる恋をしよう」                                                                                      | 森田亮   | 5thシングル「思い出せる恋をしよう」       | 1期生・ドラフト3期生歌唱ver. |
| 2020 | 「思い出せる恋をしよう」                                                                                      | 森田亮   | 5thシングル「思い出せる恋をしよう」       | 2期生歌唱ver.                |

### ゲーム
- STU48の7ならべ（2017年12月29日、Red Games）[257]
- STU48 ぷるぷる! on Stage（2020年2月13日、TIAM）[258]

## タイアップ
| 楽曲                   | タイアップ | 収録作品・出自                            |
| ---------------------- | --- | ----------------------------------------- |
| 瀬戸内の声             | 西日本旅客鉄道岡山支社 岡山駅構内BGM（期間限定） ジャンボフェリー 小豆島坂手港入出港時船内放送BGM | AKB48 48thシングル「願いごとの持ち腐れ」  |
| 暗闇                   | ファミリー劇場『STU48 イ申テレビ』テーマソング 岩手めんこいテレビ『ビートニクス』2月エンディングテーマ曲 朝日放送『今ちゃんの「実は…」』エンディングテーマ 朝日放送『GAKUON!』クロージング前枠オンエア RKBテレビ『チャートバスターズR!』2月度マンスリーアーティスト CM：中国電力×STU48「ぐっとずっと。地域応援プロジェクト」 | 1stシングル「暗闇」                       |
| 夢力                   | CM：アサヒグループ食品 クリーム玄米ブラン「CGB41」篇 | 2ndシングル「風を待つ」                   |
| 風を待つ               | ファミリー劇場『STU48 イ申テレビ』テーマソング CM：中国電力「ぐっとずっと。地域応援プロジェクト」 | 2ndシングル「風を待つ」                   |
| 大好きな人             | ファミリー劇場『STU48 イ申テレビ』テーマソング CM：中国電力「ぐっとずっと。地域応援プロジェクト」 | 3rdシングル「大好きな人」                 |
| 瀬戸内の妹             | 「広テレ!ブライダル情報センター」タイアップ曲 | 4thシングル「無謀な夢は覚めることがない」 |
| 独り言で語るくらいなら | ルーデル「ドラゴンエッグ×STU48」CMソング アニメ映画『サンタ・カンパニー 〜真夏のメリークリスマス〜』エンディング曲 | 6thシングル「独り言で語るくらいなら」     |
| 花は誰のもの?          | 長崎放送『MUSIC WOLF TV』12月オープニング曲 | 8thシングル「花は誰のもの?」              |
| Sweaty Smell           | 映画『カーリングの神様』主題歌 | 1stアルバム「懐かしい明日」               |
| 月と僕と新しい自分     | アニメ『神統記（テオゴニア）』エンディングテーマ | 1stアルバム「懐かしい明日」               |

## 公演

### 船上劇場「STU48号」
STU48号（エスティーユー フォーティーエイトごう）は、STU48専用劇場として使用される目的で整備された船舶である。建造時の経緯から貨客船に分類される。
STU48の劇場は「船上劇場」であることを特徴としているが、発表当初「2017 夏出航」としていた劇場船の計画は具体的な進捗状況が不明なまま1年が経過した。2018年4月になり、壱岐対馬シーラインが調達し壱岐・対馬フェリーが博多港 - 芦辺港（壱岐） - 厳原港（対馬）航路で運用していた貨客船（フェリー）「みかさ」（全長77.8メートル、全幅12.5メートル、山中造船建造）を改造の上で船上劇場として使用することが発表された。
劇場は二層構造となっていた既存の客室部分を撤去した上で大型化した一層の上部構造ブロックを新たに設置して広いデッキを確保し、この中にステージと客席が置かれたホールを設けた。改造工事はジャパン マリンユナイテッドが受注し、同社の因島工場（広島県尾道市）と子会社のJMUアムテック（兵庫県相生市）が分担して劇場用の大型ブロックを製造した。
貨客船を劇場船に改造するという前例のない工事でもあり、STU48がアンバサダーを務める「C to Seaプロジェクト」を推進する国土交通省（海事局）が船舶の基本設計についての技術的な支援を行っており、同プロジェクトにおけるウェブサイトやSNSを通じて改造工事の様子を発信した。
2020年7月9日、船上劇場が2021年春に閉鎖となることが発表された。新型コロナウイルス感染拡大の影響を受け、第2波の到来も予想されることから、船上劇場での公演開催が難しい状況が断続的に訪れる可能性が高いことを理由としていた。
2021年5月23日の公演をもって終了、以降は壱岐対馬シーラインにおいて、再び「みかさ」（フェリーみかさとは異なる）として就航している。

#### STU48号の沿革
2016年
- 10月10日、STU48の結成と2017年夏の出航が発表される[3]。

2017年
- 8月18日、船上劇場完成の遅れを理由としたメジャーデビューの延期が発表される[9]。
- 10月1日、船上劇場の進捗状況を報告するブログ「船通信」の更新が開始され、船舶に関する知識不足により計画の見直しを繰り返していることが開発運営の担当者により明かされる[32][33]。

2018年
- 4月14日、劇場使用船の外観の初披露、ならびに就航時期が2018年夏になることが改めて発表される[39]。
- 5月11日 - 5月25日、「STU48 Mobile」および「STU48 Mail」会員向けに船上劇場の名称の募集を行う[277]。
- 6月30日、2,000通の応募の中からメンバーの「推し船名」24候補を選出し、SHOWROOMにおける投票により劇場船の名称が「STU48号」に決定する[278]。
- 7月11日、平成30年7月豪雨の被災状況を考慮して、夏に予定していた船上劇場のオープン見送りを発表した[41]。
- 11月16日、『STU48 陸上公演〜出航準備中!〜』において2019年春に完成させることが発表され、メンバーの福田朱里が改造工事を見学した映像が上映された[50][51]。
- 某日、ジャパン マリンユナイテッド因島工場で改造中の船内において、2ndシングルカップリング曲「出航」のミュージック・ビデオを撮影[52][279]。

2019年
- 2月25日、愛媛県以外の公演開催予定地を発表[280]。
- 3月31日 - 4月1日、初日公演の詳細、および愛媛県の公演開催予定地を発表[53][281]。
- 4月11日、内装工事、各種検査、承認を経て完成[50][52]。
- 4月16日、広島国際フェリーポートから出航。岸壁での就役式の後、『GO! GO! little SEABIRDS!!』初日公演を行う[53][54][55]。
- 7月15日、海の日行事「“海と日本プロジェクト”in晴海」（主催：内閣府総合海洋政策本部、国土交通省、日本財団）の開会式会場として使用するため東京港・晴海客船ターミナル岸壁に入港[282]。

2020年
- 1月11日、岡田奈々キャプテンのプロデュース公演「僕たちの恋の予感」が開始[283][284]。
- 7月9日、船上劇場が2021年春を目処に閉鎖となることが発表された[66]。

2021年
- 5月23日、最終公演が行われ、終了[275][276]。

#### 公演開催地
各港湾を巡回し、岸壁に係船した状態で公演が行われた。船舶である特性を活かし、下記の港以外での公演が行われることもあった。
- 兵庫県：神戸港 / 中突堤Cバース
- 岡山県：宇野港 / 第一突堤岸壁
- 広島県：広島港 / 広島国際フェリーポート
- 山口県：下関港 / あるかぽーと岸壁
- 徳島県：徳島小松島港 / 新港北岸壁
- 香川県：高松港 / 玉藻地区-10m岸壁（5万トンバース）
- 愛媛県：今治港 / 今治港大型フェリー岸壁

#### STU48号での公演
STU48
- GO! GO! little SEABIRDS!!：2019年4月16日 - 12月20日[285][53][286]
  - 構成・演出：今村ねずみ
  - 日程
    - 広島県 広島港：2019年4月16日[53][287] - 12月20日[285]
    - 香川県 高松港：2019年5月11・12日 [287]
    - 岡山県 宇野港：2019年5月18・19日・9月19日[287]
    - 愛媛県 今治港：2019年5月26日[288]
    - 兵庫県 神戸港：2019年7月31日[289]・8月6日[112]・9月27日[290]
    - 山口県 下関港：2019年8月22日[291]
    - 徳島県 徳島小松島港：2019年9月18日[292]
    - 東京都 晴海客船ターミナル岸壁：2019年7月15日[293][294]
- 僕たちの恋の予感：2020年1月11日 - [283]

2期研究生
- 僕の太陽：2020年2月2日 - [295]

### 陸上公演
船上劇場の完成が滞り劇場公演が開始できないため、瀬戸内7県の各ホール・ライブハウスにおいて実施するSTU48最多・最長となる陸上公演ツアーであり、2018年3月12日より開始された。STU48では初となる「生誕祭」も実施された。当初は5月12日の山口・RISING HALLでの公演をもって終了予定だったが、5月18日から6月29日にかけて第2クール（追加公演）が実施された。さらに第3クールとして同年10月25日より『STU48 陸上公演〜出航準備中!〜』を実施した。
- STU48瀬戸内7県ツアー〜陸上公演 2018〜（第1クール・第2クール）
  - 2018年3月12日 - 3月16日・3月19日・3月22日・3月23日：広島・ゲバントホール
  - 2018年3月26日 - 3月30日：徳島・club GRINDHOUSE
  - 2018年4月2日 - 4月5日 / 5月22日 - 5月24日：愛媛・W studio RED
  - 2018年4月9日 - 4月13日 / 5月18日 - 5月20日：兵庫・神戸ファッション美術館 オルビスホール
  - 2018年4月16日 - 4月20日：広島・BLUE LIVE HIROSHIMA
  - 2018年4月23日 - 4月27日 / 6月6日 - 6月8日：岡山・CRAZYMAMA KINGDOM
  - 2018年4月29日・5月1日 - 5月4日 / 5月30日 - 6月1日：香川・Festhalle
  - 2018年5月7日 - 5月12日 / 6月27日 - 6月29日：山口・RISING HALL
- STU48 陸上公演〜出航準備中!〜（第3クール）
  - 2018年10月25日 - 12月27日（休演日含む）：広島・ゲバントホール[301][302][303]
  - 2019年1月5日：広島・ゲバントホール[304]
  - 2019年1月12日・1月13日：広島・BLUE LIVE HIROSHIMA[304]
  - 2019年2月21日・2月22日・3月6日・3月7日・3月27日・3月28日・4月1日・4月2日：広島・ゲバントホール[305][306][307][308]

### STU48 課外活動公演
課外活動5ユニット別による公演。
- ○は出演したユニット。
- 以下の表記は、ユニット名の略（CT = Charming Trip、ST = STUDIO、四 = 勝手に!四国観光大使、7 = 瀬戸7、ま = せとまいく）。

| 開催年 | 開催日         | 開催地                                           | CT    | ST    | 四    | 7 | ま | 備考                                               |
| ------ | -------------- | ------------------------------------------------ | ----- | ----- | ----- | - | -- | -------------------------------------------------- |
| 2018年 | 11月18日       | 広島テレビホール                                 | ○     | ○     |       |   |    | 「STU↗でんつ!」プレゼンツ                          |
| 2018年 | 11月26日       | 高松MONSTER                                      |       |       | ○     |   |    | [ 310 ]                                            |
| 2018年 | 11月30日       | 広島アステールプラザ多目的スタジオ               |       |       |       | ○ | ○  | [ 310 ]                                            |
| 2018年 | 12月8日・9日   | 松山キティホール                                 |       |       | ○     |   |    | 各日2公演                                          |
| 2018年 | 12月9日        | 広島クラブクアトロ                               |       | ○     |       | ○ |    | [ 310 ]                                            |
| 2018年 | 12月10日       | 広島クラブクアトロ                               | ○     |       |       |   | ○  | [ 310 ]                                            |
| 2019年 | 1月9日         | 広島クラブクアトロ                               |       |       |       | ○ |    | [ 311 ]                                            |
| 2019年 | 1月10日        | 広島クラブクアトロ                               |       | ○     |       |   |    | [ 311 ]                                            |
| 2019年 | 1月21・22日    | 松山キティホール                                 |       |       | ○     |   |    | 各日2公演                                          |
| 2019年 | 1月31日 2月1日 | 神戸ハーバースタジオ                             |       |       |       |   | ○  | 各日2公演                                          |
| 2019年 | 2月4日・5日    | 高松MONSTER                                      |       |       | ○     |   |    | 各日2公演                                          |
| 2019年 | 2月8日         | 周南RISING HALL                                  |       |       |       | ○ |    | 2公演                                              |
| 2019年 | 2月11日        | 広島 LIVE VANQUISH                               | ○     |       |       |   |    | 2公演                                              |
| 2019年 | 2月28日 3月1日 | 松山キティホール                                 |       |       | ○     |   |    | 各日2公演                                          |
| 2019年 | 3月11日        | 広島テレビホール                                 | ○     |       |       | ○ |    | 東日本大震災復興支援公演 「STU↗でんつ!」プレゼンツ |
| 2019年 | 3月13日        | 広島テレビホール                                 |       | ○     |       |   | ○  | 「STU↗でんつ!」プレゼンツ                          |
| 2019年 | 6月23日        | STU48号（広島県・広島港/広島国際フェリーポート） |       |       | ○     | ○ |    | 2公演                                              |
| 2019年 | 6月30日        | STU48号（広島県・広島港/広島国際フェリーポート） |       | ○     |       | ○ |    | 2公演                                              |
| 2019年 | 7月5日         | 周南RISING HALL                                  |       | ○     | ○     |   |    | [ 315 ]                                            |
| 2019年 | 7月6日         | 広島 LIVE VANQUISH                               |       | ○     | ○     |   |    | [ 315 ]                                            |
| 2019年 | 7月12日        | STU48号（岡山県・宇野港/第一突堤岸壁）           |       |       | ○     |   | ○  | [ 316 ]                                            |
| 2019年 | 7月13日        | 徳島市シビックセンター さくらホール              | 2公演 |       | ○     |   | ○  |                                                    |
| 2019年 | 7月19日        | 松江 canova                                      | ○     | ○     |       |   |    | [ 315 ]                                            |
| 2019年 | 7月20日        | 岡山 CRAZYMAMA KINGDOM                           | ○     | ○     | 2公演 |   |    |                                                    |
| 2019年 | 7月25日        | 高知キャラバンサライ                             |       |       |       | ○ | ○  | 2公演                                              |
| 2019年 | 7月26日        | 高松festhalle                                    | 2公演 |       |       | ○ | ○  |                                                    |
| 2019年 | 7月29日        | 松山W studio RED                                 | ○     |       |       |   | ○  | 2公演                                              |
| 2019年 | 8月1日         | 神戸ハーバースタジオ                             | ○     | 2公演 |       |   | ○  |                                                    |
| 2019年 | 8月7日         | エディオン紙屋町HALL                             | ○     | ○     |       |   |    | 2公演                                              |
| 2019年 | 8月15日        | STU48号（広島県・広島港/広島国際フェリーポート） |       |       | ○     |   | ○  | 2公演 公演中止                                     |
| 2019年 | 8月25日        | エディオン紙屋町HALL                             |       |       |       | ○ | ○  | [ 323 ]                                            |
| 2019年 | 9月9日         | 東京 羽田空港国際線旅客ターミナル4F              | ○     | ○     |       |   |    | [ 324 ]                                            |
| 2019年 | 9月26日        | STU48号（兵庫県・神戸港/中突堤Cバース）          |       |       |       | ○ | ○  | [ 325 ]                                            |
| 2019年 | 10月6日        | エディオン紙屋町HALL                             | ○     |       | ○     |   |    | 2公演                                              |
| 2019年 | 10月12日       | STU48号（広島県・広島港/広島国際フェリーポート） |       |       |       | ○ | ○  | [ 327 ]                                            |
| 2019年 | 10月25日       | STU48号（広島県・広島港/広島国際フェリーポート） | ○     |       | ○     |   |    | 2公演                                              |
| 2019年 | 10月31日       | STU48号（広島県・広島港/広島国際フェリーポート） |       |       | ○     | ○ |    | [ 329 ]                                            |
| 2019年 | 11月24日       | エディオン紙屋町HALL                             | ○     |       |       |   | ○  | 2公演                                              |
| 2019年 | 12月8日        | STU48号（広島県・広島港/広島国際フェリーポート） |       |       | ○     | ○ |    | 三島遥香卒業公演                                   |
| 2019年 | 12月21日       | STU48号（広島県・広島港/広島国際フェリーポート） | ○     | ○     |       |   |    | 公演中止                                           |
| 2019年 | 12月22日       | STU48号（広島県・広島港/広島国際フェリーポート） |       | ○     |       |   | ○  | 公演中止                                           |

特別課外活動
- STU48 特別課外活動〜放課後フェス〜（2019年2月24日、広島クラブクアトロ） - Charming Trip・STUDIO・勝手に!四国観光大使・瀬戸7・せとまいく[333]
- STU48 特別課外活動〜夏休みデートフェス〜（2019年7月27日、広島国際フェリーポート・STU48号） - Charming Trip・STUDIO・勝手に!四国観光大使・瀬戸7・せとまいく[334]

春節特別公演
- STU48 春節特別公演（2020年1月27日・28日、兵庫県・神戸港 /中突堤Cバース）[335]

### 出張公演
- AKB48劇場（東京都）
  - 2018年1月6日 - 2公演[36]
  - 2018年7月26日・7月27日 - 両日とも2公演[336][337]
  - 2019年1月16日・1月17日[338]
  - 2019年3月22日・3月23日 - 23日は2公演[339]
- 松下IMPホール（大阪府）
  - 2018年7月16日 - 2公演[336]
- NGT48劇場（新潟県）
  - 2018年7月23日・7月24日 - 両日とも2公演[336][340]
- SKE48劇場（愛知県）
  - 2018年7月28日・7月29日 - 両日とも2公演[336][337]
  - 2022年11月15日 - （瀬戸内PR部隊 Season2）[341]
- ニコファーレ（東京都）
  - 2018年8月4日 - 2公演[45][336]
- NMB48劇場（大阪府）
  - 2018年8月17日 - 2公演[336][342]
  - 2022年11月5日 -  2公演（瀬戸内PR部隊 Season2）[343]
- HKT48劇場（福岡県）
  - 2022年11月11日 - （瀬戸内PR部隊 Season2）[344]

## コンサート・ライブイベント

### 単独コンサート・ツアー
- STU48瀬戸内7県ツアー 〜はじめまして、STU48です〜（2017年9月29日 - 11月25日）[31][345]
  - 9月29日：徳島県・徳島市シビックセンター[345][346]
  - 10月21日：岡山県・おかやま未来ホール - 2公演[345]
  - 10月27日：愛媛県・松山W studio RED[345]
  - 10月28日：香川県・サンポートホール高松 第一小ホール - 2公演[345]
  - 11月11日：兵庫県・神戸ジーベックホール - 2公演[345][347]
  - 11月24日：山口県・シンフォニア岩国 多目的ホール[345]
  - 11月25日：広島県・BLUE LIVE 広島 - 2公演[34][35][345]
- STU48瀬戸内7県ツアー 〜STU48からメリークリスマス!〜（2017年12月23日・24日、兵庫県・神戸国際会議場メインホール） - 24日は2公演[348][349]
- STU48単独コンサート〜ファンになってください〜（2018年1月21日、東京都・TOKYO DOME CITY HALL）[350]
- 西日本豪雨災害支援活動「がんばろう!瀬戸内」STU48 チャリティーコンサートツアー（2018年9月8日 - 10月3日）[45]
  - 9月8日・9月9日：大阪府・森ノ宮ピロティホール - 両日とも2公演
  - 9月22日：福岡県・福岡国際会議場 - 2公演
  - 10月3日：東京都・新宿文化センター 大ホール
- STU48 2周年記念コンサート（2019年3月31日、広島県・広島国際会議場 フェニックスホール）[53][333]
- STU48 全国ツアー2019 〜船で行くわけではありません〜（2019年11月7日 - 12月14日）[351][352]、追加公演（2020年1月25日 - 3月1日）[353][注釈 23]
  - 11月7日・8日：東京都・マイナビBLITZ赤坂
  - 11月14日：大阪府・Zepp Namba（OSAKA）
  - 11月16日・17日：広島県・NTTクレドホール
  - 11月28日：宮城県・仙台darwin
  - 11月30日：北海道・cube garden
  - 12月6日：愛知県・名古屋ReNY limited
  - 12月14日：福岡県・DRUM LOGOS
  - 2020年1月25日：大阪府・森ノ宮ピロティホール
  - 2020年2月24日：千葉県・舞浜アンフィシアター
  - 2020年3月1日：福岡県・福岡市民会館
- STU48石田千穂ソロコンサート〜いえっ！に帰るまでがちほコンです。〜（2020年1月24日、東京都・TOKYO DOME CITY HALL） - 石田千+沖・信濃・田中・中村・薮下[355]
- STU48 3周年コンサート（2020年3月28日、広島県・広島サンプラザホール）[356][357]
- 新春STU48コンサート2021〜瀬戸内からGO TO 武道館〜（2021年1月15日、東京都・日本武道館）[70]
- STU48 4周年コンサート（2021年3月13日、広島県・広島サンプラザホール）[358][72]
  - 〜僕らはここからが凄いぞ!〜 公演[72]
  - 〜さあ 未来を探しに行こうか?〜 公演[72]
- STU48 2期研究生 夏の瀬戸内ツアー〜昇格への道〜（2021年7月17日 - 9月12日） - 2期研究生[359]
  - 7月17日：山口県・RISING HALL[74]
  - 7月23日：STU48 2期研究生4ユニット×広島クラブクアトロ「あの海へ行く7月」広島県・広島CLUB QUATTRO[360]
    - 1部：pin MiKER!
    - 2部：mini studio
    - 3部：勝手に！四国観光ガイド
    - 4部：little Charming Trip

  - 7月31日：岡山県・CRAZYMAMA KINGDOM[74]
  - 8月1日：広島県・BLUE LIVE　HIROSHIMA[74]
  - 8月7日：愛媛県・W studio RED[74]
  - 8月14日：香川県・festhalle[74]
  - 8月21日：徳島県・徳島市シビックセンター[74]
  - 8月22日：兵庫県・harbor studio[74]
  - 9月12日：「決戦は日曜日」広島県・広島サンプラザホール - 昼公演
- STU48 瀬戸内サマーツアー2021〜サングラスデイズ〜（2021年7月18日 - 9月12日） - 1期生・ドラフト3期生[359]
  - 7月18日：山口県・KDDI維新ホール[74]
  - 8月15日：香川県・サンポートホール 高松[74]
  - 9月4日：兵庫県・アクリエひめじ[74]
  - 9月12日：広島県・広島サンプラザホール - 夜公演（STU48メンバー全員出演[74]）
- Charming Trip Christmas Concert 2021（2021年12月23日、岡山県・岡山市民会館）[361]
- STU48 Christmas Concert 2021（2021年12月24日、岡山県・岡山市民会館） - 昼夜2公演[362]
- STU48 ももてツアー 〜目的地にたどり着け！〜（2022年1月28日 - 2月15日）[363]
  - 1月28日：北海道・PENNY LANE 24[363]
  - 1月29日：秋田県・秋田Club SWINDLE - Charming trip[363]
  - 2月15日：愛知県・名古屋ダイアモンドホール[363]
- STU48 5周年コンサート（2022年5月3日[77]→2022年7月10日[79]、広島県・広島グリーンアリーナ）
- STU48 Christmas Concert 2022（2022年12月24日、広島県・広島文化学園HBGホール）[364]
- STU48 6周年コンサート（2023年4月8日・9日、広島県・広島国際会議場 フェニックスホール）[82]
- STU48 リクエストアワーセットリストベスト20（2023年4月8日、広島県・広島国際会議場 フェニックスホール）[83]
- STU48 研究生 夏の瀬戸内ツアー2023（2023年7月2日 - 9月3日） - 2.5期研究生・3期研究生[365]
  - 7月2日：徳島県・club GRINDHOUSE - 7名
  - 7月9日：岡山県・CRAZYMAMA　KINGDOM
  - 7月15日：愛媛県・WstudioRED
  - 8月11日：香川県・高松MONSTER
  - 8月12日：兵庫県・VARIT.
  - 8月20日：山口県・RISING HALL
  - 9月3日：広島県・広島県民文化センター多目的ホール
- STU48 全国ツアー2023（2023年7月29日 - 9月30日）[366]、打ち上げ祭り（2023年10月1日）[367]
  - 7月29日 - 30日：兵庫県・AiiA 2.5 Theater Kobe
  - 8月19日：福岡県・UNITEDLAB.
  - 8月23日 - 24日：愛知県・DIAMOND HALL
  - 8月31日：東京都・LINE CUBE SHIBUYA
  - 9月24日：新潟県・NIIGATA LOTS
  - 9月29日：大阪府・メルパルクホール
  - 9月30日：大阪府・メルパルクホール
  - 10月1日：STU48全国ツアー2023打ち上げ祭り！ 広島県・BLUE LIVE HIROSHIMA[367]
- STU48 7周年ツアー（2024年4月28日 - 6月2日）[87]
  - 4月28日：兵庫県・神戸文化ホール
  - 5月11日：香川県・レクザムホール 大ホール
  - 5月12日：愛媛県・愛媛県県民文化会館 メインホール
  - 5月18日：広島県・広島文化学園HBGホール
  - 5月19日：山口県・周南市文化会館
  - 6月1日：徳島県・あわぎんホール
  - 6月2日：岡山県・岡山芸術創造劇場 ハレノワ・大劇場
- STU48 8th Anniversary Concert THE STU SHOW（2025年3月20日 - 4月6日）[91][368]
  - 3月20日：〜Peerless〜supported by SHOWROOM 東京都・東京ガーデンシアター
  - 4月5日・6日：STU48 8周年記念特別対バン No Border 〜Synergy〜 広島県・広島国際会議場 フェニックスホール
- STU48 Live Tour 2025（2025年8月10日 - 11月16日）[92]
  - 8月10日・11日：東京都・ヒューリックホール東京
  - 8月23日：広島県・広島県民文化センター 多目的ホール
  - 9月6日：山口県・周南RISING HALL
  - 9月21日：大阪府・COOL JAPAN PARK OSAKA WWホール
  - 10月11日 愛知県・名古屋Zephyr Hall
  - 10月18日：福岡県・UNITEDLAB
  - 11月8日：愛媛県・WstudioRED
  - 11月15日・16日：香川県・高松festhalle

### AKB48・AKB48グループ名義
- AKB48グループ感謝祭〜ランクインコンサート・ランク外コンサート〜（2017年10月8日、幕張メッセ）[369]
- 渡辺麻友卒業コンサート〜みんなの夢が叶いますように〜（2017年10月31日、さいたまスーパーアリーナ） - 岡田・瀧野[370]
- 第7回AKB48紅白対抗歌合戦（2017年12月10日、TOKYO DOME CITY HALL）[371]
- 法定速度と優越感 フレッシュオールスターズコンサート〜ゼロポジションの未来〜（2018年1月14日、TOKYO DOME CITY HALL）[372]
- AKB48グループ 成人式コンサート〜大人になんかなるものか〜（2018年1月14日、TOKYO DOME CITY HALL）[372]
- AKB48グループ リクエストアワーセットリストベスト100 2018（2018年1月19日・1月20日、TOKYO DOME CITY HALL）[373]
- AKB48 53rdシングル 世界選抜総選挙 〜世界のセンターは誰だ?〜 AKB48グループコンサート（2018年6月16日、ナゴヤドーム）[374]
- AKB48グループ感謝祭〜ランクインコンサート〜（2018年8月1日・8月2日、横浜アリーナ）[375][376]
- AKB48グループ感謝祭〜ランク外コンサート〜（2018年8月13日、市川市文化会館）[377]
- 第8回AKB48紅白対抗歌合戦（2018年12月16日、TOKYO DOME CITY HALL）[378]
- AKB48グループ リクエストアワー セットリストベスト100 2019（2019年1月18日・1月19日、TOKYO DOME CITY HALL）[379]
- AKB48グループ 春のLIVEフェス in 横浜スタジアム（2019年4月27日、横浜スタジアム）[380]

### ライブイベント
- STU48 初ライブ@おかやま未来ホール（2017年6月3日、おかやま未来ホール）[381][382]
- TOKYO IDOL FESTIVAL 2017（2017年8月5日・6日、お台場・青海周辺エリア）[注釈 24][383][384]
- 第24回うらじゃ 演舞終了後のライブイベント（2017年8月6日、イオンモール岡山） [注釈 25][385]
- MUSIC TRIBE 2017〜OKAYAMA MUSIC FES〜（2017年8月26日、ジップアリーナ岡山）[注釈 26][386][387]
- @JAM EXPO 2017（2017年8月27日、横浜アリーナ）[注釈 27][388][389]
- ミュージックバラエティ H♪LINE LIVE みんなでトゥギャザー Vol.2（2017年9月3日、BLUE LIVE HIROSHIMA）[注釈 28][390]
- 第72回愛顔つなぐえひめ国体 スペシャルミニライブ（2017年10月3日・29日、愛媛県総合運動公園〈多目的広場〉 愛顔ステージ）[注釈 29][391]
- 第26回「心の詩」コンサート（2017年10月15日、ハイスタッフホール 大ホール〈観音寺市市民会館〉）[注釈 30][392]
- 水都大阪フェス2017（2017年10月15日、中之島公園 芝生広場付近 水上ステージ）[注釈 31][393]
- SETO FES（2017年10月29日、牛窓ヨットハーバー）[注釈 30][394]
- えひめ・まつやま産業まつり すごいもの博2017（2017年11月19日、城山公園）[注釈 32][395]
- 西日本アイドルフェスティバル（NIF）2017〜西のほうでなんかゴチャゴチャやってます!! 〜（2017年12月31日、グランキューブ大阪）[注釈 33][396]
- LAGUNA MUSIC FES.2018 新春スペシャル（2018年1月4日、ラグーナテンボス ラグナシア）[注釈 34][397]
- 2018ひろしまフラワーフェスティバル（2018年5月4日、平和大通り・平和記念公園）[注釈 35][398]
- TOKYO IDOL FESTIVAL 2018（2018年8月3日、お台場・青海周辺エリア）[注釈 36][399]
- うらじゃ STU48スペシャルライブ inイオンモール岡山（2018年8月5日、イオンモール岡山 1F未来スクエア）[注釈 37][400]
- 山口七夕ちょうちんまつり yab舞楽祭2018（2018年8月6日、亀山公園 特設ステージ）[注釈 38][401]
- テレビ朝日・六本木ヒルズ 夏祭り SUMMER STATION コカ・コーラ SUMMER STATION 音楽LIVE（2018年8月14日、六本木ヒルズアリーナ）[注釈 36][402][403]
- @JAM EXPO 2018（2018年8月25日、横浜アリーナ）[注釈 36][404][405]
- ようこそ!!ワンガン夏祭り THE ODAIBA 2018「THE ODAIBA MUSIC LIVE」（2018年8月28日、フジテレビ 1階 THE ODAIBA マイナビステージ）[注釈 36][406]
- 第2回 大阪泉州夏祭り MUSIC CIRCUS'18（2018年9月2日、泉南樽井サザンビーチ）[407]
- 真備町復興支援チャリティーフェス（2018年9月16日、玉島文化センター）[注釈 39][408]
- KRYギュッ!と恋する★オンガクFES2018（2018年10月6日、スターピアくだまつ）[注釈 40][409]
- 〜ヤングチャンピオン創刊30周年記念〜 OISOアイドルビーチ2018（2018年10月6日、大磯ロングビーチ特設会場 パラダイスステージ）[注釈 41][410][411]
- GAINA MATSUYAMA 2018（2018年11月10日、愛媛県武道館）[注釈 42][412][413]
- 倉敷JC復興支援プロジェクト第三弾 復興支援ライブ（2018年12月8日、倉敷市民会館）[注釈 43][414]
- 第52回福山ばら祭2019（2019年5月18日、緑町公園ばらのステージ）[415]
- TOKYO IDOL FESTIVAL 2019（2019年8月3日・4日、お台場・青海周辺エリア）[注釈 44]
- 日清食品 POWER STATION [REBOOT] vol.ZERO 〜チケット発売直前スペシャル〜（2020年11月8日、日清食品 POWER STATION [REBOOT]）[注釈 45][416]
- IDOL CONTENT EXPO @大手町三井ホール Premium Live！！！（2021年6月18日、大手町三井ホール） - 瀬戸内PR部隊[注釈 46][417]
- TOKYO IDOL FESTIVAL 2021（2021年10月1日 - 3日、お台場・青海周辺エリア）[418]
- ちかっぱ祭2021（2021年12月12日、マリンメッセ福岡 B館）[注釈 47][419]
- TOKYO IDOL FESTIVAL2022（2022年8月5日 - 7日、お台場・青海周辺エリア）[注釈 48][420]
- TOKYO IDOL FESTIVAL 2023（2023年8月4日 - 6日、お台場・青海周辺エリア）[421]
- miniちかっぱ祭ver.5.0 in OSAKA（2023年8月12日、CCO クリエイティブセンター大阪）[注釈 49][422]
- TOKYO IDOL FESTIVAL 2024 supported by にしたんクリニック（8月2日 - 4日、お台場・青海周辺エリア）[423]
  - 8月4日[424]

## サポーター・大使
- 第5回全国小・中学校リズムダンスふれあいコンクール 愛媛県中学生大会 応援サポーター（2017年、あいテレビ） - 尾﨑・黒岩[425]
- お好み焼PRサポーター（2017年、一般財団法人 お好み焼アカデミー） - 今村・瀧野・土路生[426][427]
- C to Seaプロジェクト アンバサダー（2018年、国土交通省海事局）[428]
- あそびファクトリー「エキキタ謎解き小旅行（トリップ）〜まち巡るナゾのさんぽ道〜」スペシャルサポーター（2018年6月1日 - 2019年3月31日、広島テレビ / 読売テレビエンタープライズ） - 石田み・今村・甲斐・瀧野・福田[429]
- 江田島市広報大使（2019年9月30日 - 2022年9月23日、江田島市） - 矢野[430][431][432]
- 第37回全国都市緑化ひろしまフェア〈ひろしま はなのわ 2020〉フラワーアンバサダー（2019年10月23日 - 、公益財団法人都市緑化機構 / 国土交通省中国地方整備局）[433]
- ふるらぶ せとうち初代アンバサダー（2020年4月 - 、株式会社ふるらぶ）[434]
- とくしまLOVEサポーター（2020年10月25日 - ） - 谷口・福田[435]
- 警察庁「ストップ・オレオレ詐欺47〜家族の絆作戦～」プロジェクトチーム（略称：SOS47）特別防犯支援官（2020年11月30日 - 、任期は2年でSTU48の場合は香川県警察生活安全部長が2年ごとに再委嘱する、警察庁・香川県警察生活安全部） - グループとして受嘱[注釈 50]
- 第1回ひろしま国際平和文化祭 アンバサダー（2021年8月1日 - 、ひろしま国際平和文化祭実行委員会）[447]
- タウン情報まつやまアンバサダー（2021年12月 - 、株式会社エス・ピー・シー） - 中村・兵頭・宗雪[448]
- 健口アンバサダー（2022年5月13日 - 2024年3月31日、兵庫県歯科医師会） - 石田み[449][450]
- 健口アンバサダー（2024年4月1日 - 、兵庫県歯科医師会） - 小島・信濃[451]
- 愛媛・伊予観光大使（愛称・いよかん大使）（2024年3月19日 - 2026年3月31日、愛媛県） - 兵頭・中村・宗雪[452]
- 阿波とくしま観光大使（2024年3月19日 - ） - 谷口・福田[453]
- AnimeJapan2024 博報堂DYミュージック&ピクチャーズブース アニメアンバサダー（2024年3月、博報堂DYミュージック&ピクチャーズ）[454]
- 四国観光大使（2024年3月26日 - 、四国運輸局） - 福田・谷口・兵頭・沖・中村、宗雪・立仙・岡田[455]・石原・壁島・北澤[456]※ 立仙は2024年4月7日まで、沖は2024年4月20日まで就任 ※石原・壁島・北澤は2024年7月24日追加就任

## コラボレーション
- STU48でがんす（2017年12月、三宅水産）[457]
- ゆめタウン・ゆめマート 電子マネーカード「STU48ゆめか」（2017年12月26日、イズミ / ゆめカード）[458][459]
- STU48もみじ 瀬戸内レモン味（2018年1月31日、にしき堂）[460]
- STU48 デビューシングル発売記念!!メモリアルフレーム切手セット（2018年3月1日、郵便局物販サービス / トップス / 日本郵便）[461][462]
- 月でひろった卵 STU48パッケージ（2018年3月22日、あさひ製菓）[463]
- 広島県産米「恋の予感」コラボオリジナルパッケージ（2018年10月6日 - 2020年3月、JA全農ひろしま）[464]
- くりーむパン 瀬戸内レモン（2019年2月13日、八天堂）[465]
- STU48 特別課外活動～放課後フェス～ マリオデザート × STU48 コラボケーキ（2019年2月21日 - 27日、サン・マリオ）[466]
- ロングジョイ（クッキーバニラ味） / ロングジョイティータイム　エクレア風（2019年4月1日 - 5月末ごろ、四国シキシマパン）[467]
- STU48瀬戸内レモンカレー（2019年9月7日、オフィスシン）[468]
- STU48 BLUE SUNFLOWERxMARK GONZALES.（2021年11月15日、フォッグ株式会社）[469]
- 東京ベイ東急ホテル STU48と泊まろう！Xmasスペシャルコラボルーム（2021年12月1日 - 25日、東京ベイサイドホテル合同会社・WILLER）[470][471]
- 推し飯缶 瀬戸内和風カレー（2021年12月21日、東洋製罐グループ）[472][473]

## 書籍
- STU48 メンバーガイド『未来航路』（2018年12月25日）[474]
- STU48Walker（2020年3月31日、KADOKAWA） ISBN 978-4-04-896738-9 [475]
- STU48 4th Anniversary Concert Documentary Book -瀬戸内からの声をのせて-（2021年4月21日、玄光社） ISBN 978-4768314883 [476]
- STU48 5th Anniversary Concert Documentary Book -明日への出航-（2022年9月22日、玄光社） ISBN 978-4768316399 [477]
- STU48 6th Anniversary Concert Documentary Book -届け、あなたのもとへ-（2023年8月28日、玄光社）ISBN 978-4768318270 [478]
- STU48Walker 2024（2023年11月13日、KADOKAWA）[479] ISBN 978-4048976510

### 新聞連載
- 東京スポーツ（2017年10月16日 - 26日、東京スポーツ新聞社） - 「AKB初の広域グループ STU48いざ出航!」[480]
- 徳島新聞（Web デジタル版：2018年5月26日 - / 朝刊：5月27日 - 、徳島新聞社） - 「せとうち航海日誌」[481][482]
- 日刊ゲンダイ（2019年4月1日 - 、日刊現代） - 「STU48 せとうち通信」[483][484]

### 雑誌連載
- 関西ウォーカー（2019年11月19日 - 2020年3月17日、角川マガジンズ） - 「STU48のカモン！瀬戸内」[485]
- 広島アスリートマガジン（2022年9月25日 - / Web：10月22日 - 、アスリートマガジン） - 「STU48の全力アスリート応援!」[486][487]

### Web連載
- 朝日新聞デジタル（2018年9月14日 - 、朝日新聞社） - 「瀬戸リスト」甲斐・福田[488]
- 超！アニメディア（2020年1月8日 - 、学研プラス）
  - 「大谷満理奈のアニメに夢厨」「門脇実優菜、玉ねぎ姫のアニメ日誌」（2020年1月8日 - 2021年11月17日）※週交代で連載[489][注釈 51]
  - 「立仙百佳、アニメが好きやき！」（2021年3月10日 - 2023年12月6日）[492]
- TV LIFE web（2020年12月16日 - 2023年10月18日、ワン・パブリッシング） - 「STU48 沖 侑果の瀬戸内女子図鑑」沖・メンバー1名[493]
- MusicVoice（アイ・シー・アイ）
  - STU48連載企画「〜こんな時代こそ、アイドルが必要だ。〜」（2021年1月16日 - 31日）[494]
  - 「STU48『花は誰のもの？』歌い続けた1年」（2022年12月15日 - 30日）[495][496]
- ZipangWEB（2021年9月1日 - 、株式会社Zipang） - 「STU48の瀬戸内自慢！」[497]
- ヤンマガWeb（2023年1月1日 - 9月24日、講談社） - 「週刊STU48」[498][499][500]

## 受賞歴
2017年
- Yahoo!検索大賞2017 - 山口県部門賞[501]

2018年
- 第60回日本レコード大賞 - 新人賞[502]

2019年
- 第33回日本ゴールドディスク大賞 - 邦楽部門 ベスト5ニュー・アーティスト[503]
- 第11回CDショップ大賞 - 地域ブロック賞（四国ブロック賞）[504]